# InterCityExperimental
Der InterCityExperimental (auch ICE/V – „V“ für Versuch –, ICExperimental; in der Projektierung auch R/S-VD für Rad/Schiene-Versuchs- und Demonstrationsfahrzeug) war ein Versuchs-Triebzug der Deutschen Bundesbahn für die Erprobung des Hochgeschwindigkeitsverkehrs und Vorläufer der heutigen Intercity-Express-Züge der Deutschen Bahn.
Der ab Ende 1979 konzipierte und zwischen 1983 und 1985 gebaute Zug diente bis zu seiner Ausmusterung am 1. Januar 2000 zahlreichen technischen Versuchen. Seine zugelassene Höchstgeschwindigkeit von 350 km/h lag höher als die aller folgenden ICE-Züge und wurde bei verschiedenen Demonstrations- und Rekordfahrten überschritten. Mit der im Rahmen der ICE-Weltrekordfahrt am 1. Mai 1988 erreichten Höchstgeschwindigkeit von 406,9 km/h war er bis zum Dezember 1989 das schnellste Rad/Schiene-Fahrzeug der Welt und hält bis heute den Geschwindigkeitsrekord für Rad/Schiene-Fahrzeuge in Deutschland.

## Aufbau
Der Triebzug wurde aus zwei Triebköpfen der Baureihe 410 und bis zu drei Mittelwagen der Baureihe 810 gebildet. Während ein Wagen als Messwagen ausgelegt wurde, dienten zunächst zwei Wagen zur Demonstration der Möglichkeiten moderner Hochgeschwindigkeitszüge. Ein Mittelwagen (810 001) wurde im Sommer 1986 von einem Mess- zu einem Demonstrationswagen umgebaut.
Nachdem ein Triebkopf aufgrund einer Entgleisung am 3. September 1986 längerfristig ausgefallen war, wurde ein Mittelwagen für zehn Wochen mit einem provisorischen Führerstand ausgerüstet, um den Zeitplan für das Versuchsprogramm nicht weiter zu verzögern.

## Geschichte

### Hintergrund

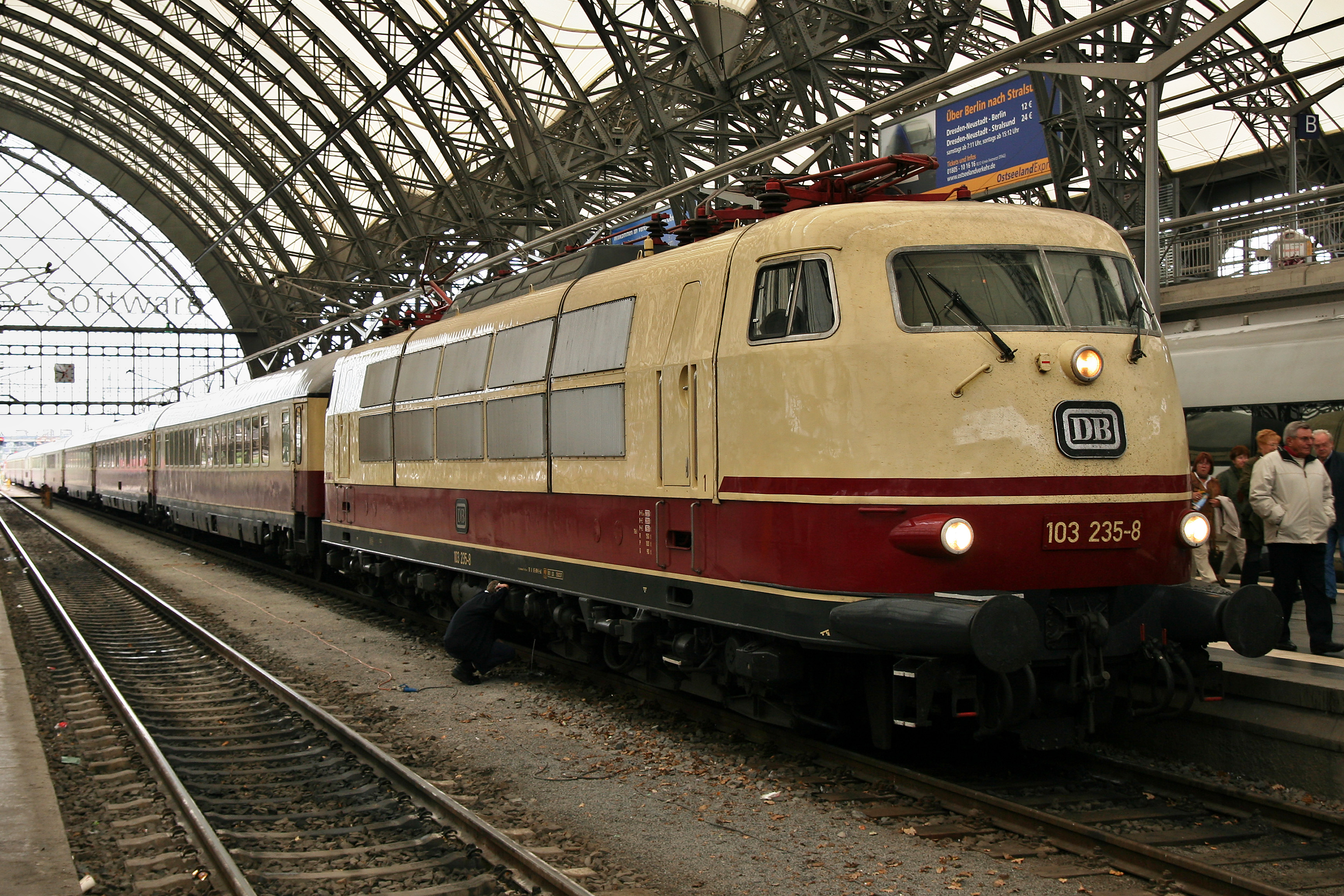
Lokomotiven der Baureihe 103 (hier auf einem Foto von 2007) zogen ab Mitte der 1960er Jahre schnelle Fernzüge mit bis zu 200 km/h. Zur sinnvollen Nutzung der ab Ende der 1960er Jahre geplanten und für 300 km/h entworfenen Schnellfahrstrecken waren schnellere Fahrzeuge erforderlich.

Der Entwicklung des InterCityExperimental gingen umfangreiche Untersuchungen voraus. So wurden im Rahmen des vom Bundesministerium für Forschung und Technologie (BMFT) geförderten Rad/Schiene-Forschungsprogramms ab 1968 die technischen und wirtschaftlichen Möglichkeiten für den Hochgeschwindigkeitsverkehr in der Bundesrepublik geprüft. Die 1971 veröffentlichte Hochleistungs-Schnellbahn-Studie zeigte die Notwendigkeit höherer Geschwindigkeiten auf deutschen Schienen auf. Ab 1972 übernahm das BMFT die Federführung bei der Erforschung neuer Bahntechnologien; gleichzeitig wurde beim Bundesbahn-Zentralamt Minden eine Arbeitsgruppe „Rad/Schiene“ gebildet. Anfänglich konzentrierten sich die Forschungen auf die Magnetschwebebahn Transrapid, die u. a. in die ab 1980 errichtete Transrapid-Versuchsanlage Emsland mündeten.
Die damalige Bundesbahn stand der Magnetschwebetechnologie skeptisch gegenüber und forcierte ihrerseits die Forschung für einen Hochgeschwindigkeitsverkehr auf dem Rad/Schiene-System. Auf einem ab 1973 zur Verfügung stehenden 28 km langen Versuchsabschnitt der Bahnstrecke Hamm–Minden erreichten speziell umgebaute Lokomotiven der Baureihe 103 dabei bereits Geschwindigkeiten um 250 km/h. Bei den Testfahrten wurden zahlreiche Erkenntnisse über die Auswirkungen von Schnellfahrten gewonnen. Diese Erkenntnisse flossen zunächst auch in den fahrplanmäßigen 200-km/h-Betrieb der Intercity-Züge ein. Bereits ab Ende der 1960er Jahre konzipierte das Bundesverkehrsministerium im Rahmen der Vorarbeiten für den Bundesverkehrswegeplan 1973 ein rund 2000 km langes Netz aus Neu- und Ausbaustrecken für den Schienenschnellverkehr.
Anfang 1974 richtete die Industrie, unter Einbeziehung der Bundesbahn, das „Gemeinschaftsbüro 300 km/h-Zug“ ein, das mehr als 30 Konzeptvarianten für Hochgeschwindigkeitszüge untersuchte, insbesondere im Hinblick auf die Kosten je Platzkilometer. Nachdem zehn Konzepte in die engere Wahl genommen waren, wurden im April 1975 erste Ergebnisse vorgestellt. Dabei wurde auch ein dreiteiliger Erprobungsträger mit 12 MW Antriebsleistung und 400 km/h Höchstgeschwindigkeit vorgeschlagen, aus Kostengründen jedoch nicht umgesetzt. 1978 folgte ein (ebenso nicht realisierter) Entwurf von MBB, der einen 300 km/h schnellen Triebzug für 200 bis 600 Fahrgäste vorsah.
1975 vereinbarten Bundesbahn, Industrie und Wissenschaft eine dreistufige Forschungsstrategie. Aufbauend auf theoretischen Untersuchungen sollten dabei in einer zweiten Phase Laborversuche erfolgen. Unter anderem wurde dazu der Rollenprüfstand München-Freimann errichtet, auf dem Fahrzeuge im Stand auf simulierte Geschwindigkeiten bis 500 km/h beschleunigt werden konnten. In einer dritten Phase folgten Versuchsfahrten. Eine geplante Nationale Versuchsanlage für Verkehrstechniken scheiterte in der zweiten Hälfte der 1970er Jahre.
Die neu gegründete Forschungsgemeinschaft Rad/Schiene (aus Bahn, Industrie und Hochschulen) nahm die Arbeit an einem Rad/Schiene-Versuchsfahrzeug wieder auf, wobei nun auch Anwender- und Nutzenaspekte einbezogen werden sollten. Am 19. Dezember 1979 stellte die Arbeitsgemeinschaft schließlich einen als Versuchsfahrzeug 1 bezeichneten Erprobungsträger vor. An dem dreiachsigen Wagen wurden Rollversuche unternommen. Mitte 1980 war für einen dreiteiligen, für 350 km/h ausgelegten Zug noch die Bezeichnung Versuchsfahrzeug 2 geläufig. Dieser sollte auch auf der damals im Bau befindlichen Eisenbahnversuchsanlage Rheine–Freren eingesetzt werden. Aufbauend auf die Trockentests mit dem Versuchsfahrzeug 1 begannen Anfang der 1980er Jahre die Vorbereitungen für den Bau eines nun als Rad/Schiene-Versuchs- und -Demonstrationsfahrzeug (R/S-VD) bezeichneten Versuchs-Triebzuges. Im August 1982 beschloss der Vorstand der Deutschen Bundesbahn, sich mit 12 Millionen D-Mark an dem R/S-VD-Projekt des Bundesforschungsministeriums zu beteiligen und dessen Namen in IC Experimental zu ändern. Der aus dem InterCityExperimental (ICE) abzuleitende Serienzug sollte nach dem Planungsstand von Anfang 1985 indes als Hochgeschwindigkeitszug (HGZ) bezeichnet werden.

### Entwicklung und Fertigung
Die Konzeption des Versuchszuges für den Hochgeschwindigkeitsverkehr startete Ende 1979. Im Rahmen einer durch das BMFT geförderten Untersuchung erarbeitete die DB in Zusammenarbeit mit mehreren Unternehmen dazu ein Konzept. Nach eingehenden Analysen wurde ein Triebzug mit zwei Triebköpfen und mehreren Mittelwagen ins Auge gefasst und projektiert. Auf Basis dieser Projektbeschreibung wurde die Förderung eines solchen Zugsystems durch das BMFT am 10. Februar 1981 im Bundesanzeiger veröffentlicht. Das Bundesbahn-Zentralamt (BZA) München bewertete anschließend, bis September 1981, die eingegangenen Angebote. Obwohl der damalige Bundesbahn-Vorstand für die sofortige Realisierung des Zuges votierte, lag diese zunächst auf Eis, da die vom Forschungsministerium erwartete Beteiligung von Industrie und Bahn zunächst nicht sichergestellt werden konnten. Erst am 6. September 1982 war die Finanzierung gesichert und damit die Voraussetzung für den Bau geschaffen. Am selben Tag wurde der RS-VD in Intercity-Experimental (kurz ICE) umgetauft. Der Zeitplan für Entwicklung und Fertigung des ICE-Vorläuferzuges war von Beginn an darauf ausgerichtet, den fertigen Zug zum Jubiläum 150 Jahre Deutsche Eisenbahnen im Jahr 1985 präsentieren zu können.
In den Einsatzforderungen von 1982 war ursprünglich ein Triebzug aus zwei Triebköpfen und sechs Mittelwagen vorgesehen. Einer der sechs Waggons sollte dabei als Messwagen dienen, die restlichen fünf als Demonstrationswagen mit unterschiedlicher Innenausstattung. Bis zu 400 Fahrgäste sollten diesen Zug im Rahmen von Demonstrationsfahrten nutzen. Bereits im November 1982 wurde die Zahl der Mittelwagen aus Kostengründen auf zwei reduziert. Im März 1983 entschied der Vorstand der DB, einen dritten Wagen auf eigene Rechnung bauen zu lassen, um mehr Sitz- und Angebotsvarianten (insbesondere auch der 2. Klasse) testen zu können.
Der Auftragsvergabe vom 6. September 1982 folgten zunächst Projektierungsarbeiten, unter der Projektleitung des BZA München. Die Fertigstellung sollte bis 1985, zum 150-jährigen Jubiläum der Eisenbahn in Deutschland, erfolgen.
Bundesbahn und Industrie entwickelten den Zug gemeinsam, gefördert durch das BMFT. Die Entwicklung technischer Komponenten für den Schienen-Schnellverkehr, die schließlich im InterCityExperimental zur Erprobung zusammengefasst wurden, nahm insgesamt zwölf Jahre in Anspruch. Zeitgleich wurde die Entwicklung einer Magnetschnellbahn im Rahmen desselben Programms gefördert.
Die Entwicklungsarbeiten für den letztlich realisierten Zug begannen im September 1983 unter Führung des Bundesbahn-Zentralamtes München. Ende 1983 wurde mit dem Bau des InterCityExperimental begonnen. Der mechanische Teil der Triebköpfe wurde von Krupp (Federführung), Henschel und Krauss-Maffei entwickelt, konstruiert und gefertigt, der elektrische Teil von Siemens (Federführung), AEG und BBC. Die Fertigung der beiden baugleichen Triebköpfe erfolgte bei Friedrich Krupp in Essen (Triebkopf 410 001, Fabriknummer 5.566) und Thyssen-Henschel in Kassel (Triebkopf 410 002, Fabriknummer 32.850). Im Oktober 1984 waren die Triebköpfe zur Montage der elektrischen Ausrüstung bereit. Im Januar 1985 wurden die Triebdrehgestelle mit dem Wagenkasten verbunden.
1984 beauftragte die DB das Unternehmen Messerschmitt-Bölkow-Blohm (MBB) mit der Entwicklung und dem Bau der Mittelwagen. Die beiden Demonstrationswagen 810 001-8 (D1, Fabriknummer MBB 01 119/1985) und 810 002-6 (D2, Fabriknummer MBB 01 121/1985), sowie der Messwagen 810 003-4 (Fabriknummer MBB 01 120) wurden von der Duewag in Krefeld-Uerdingen im Rohbau gebaut, anschließend von Linke-Hofmann-Busch in Salzgitter ausgerüstet und zur Endmontage auf eigenen Rädern nach Donauwörth gebracht. Ende 1984 begann deren elektrische Ausrüstung.
Die Entwicklung und Beschaffung des InterCityExperimental kostete 77 Millionen DM (Preisstand: um 1984). 44 Millionen DM wandte das Bundesforschungsministerium, 17 Millionen DM die Bundesbahn und 16 Millionen DM die Industrie auf (andere Quelle: 94 Millionen DM Entwicklungs- und Baukosten, zu rund 60 Prozent durch das BMFT getragen, der Rest durch die Bundesbahn und die Hersteller). Das Bundesforschungsministerium und die Industrie finanzierten dabei die beiden Triebköpfe, den Mess- sowie einen Demonstrationswagen. In den Gesamtkosten von 77 Millionen DM waren die Kosten für den dritten, von der DB finanzierten, Wagen enthalten, die sich auf 4,6 Millionen DM beliefen.

### Inbetriebnahme

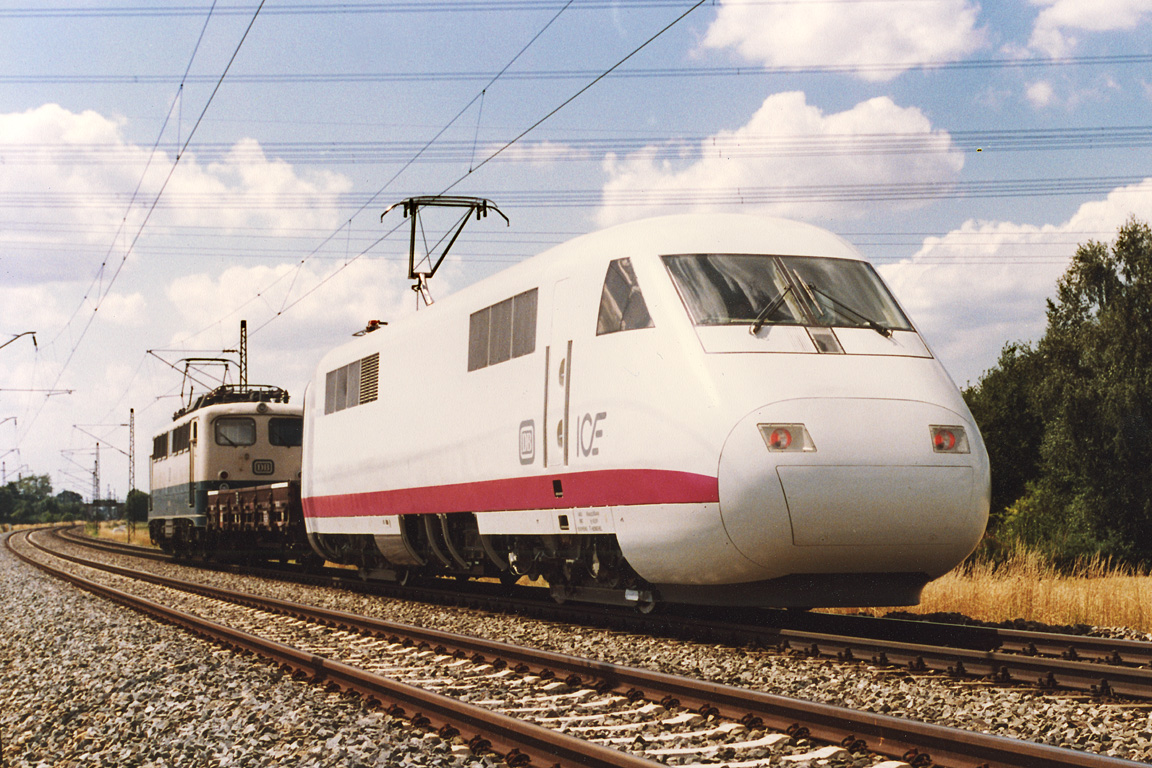
Erste Fahrversuche eines Triebkopfs bei München im Juli 1985. Die nachlaufende Lokomotive der Baureihe 139 zog den Zug nach jeder Testfahrt wieder an den Beginn der Strecke zurück.

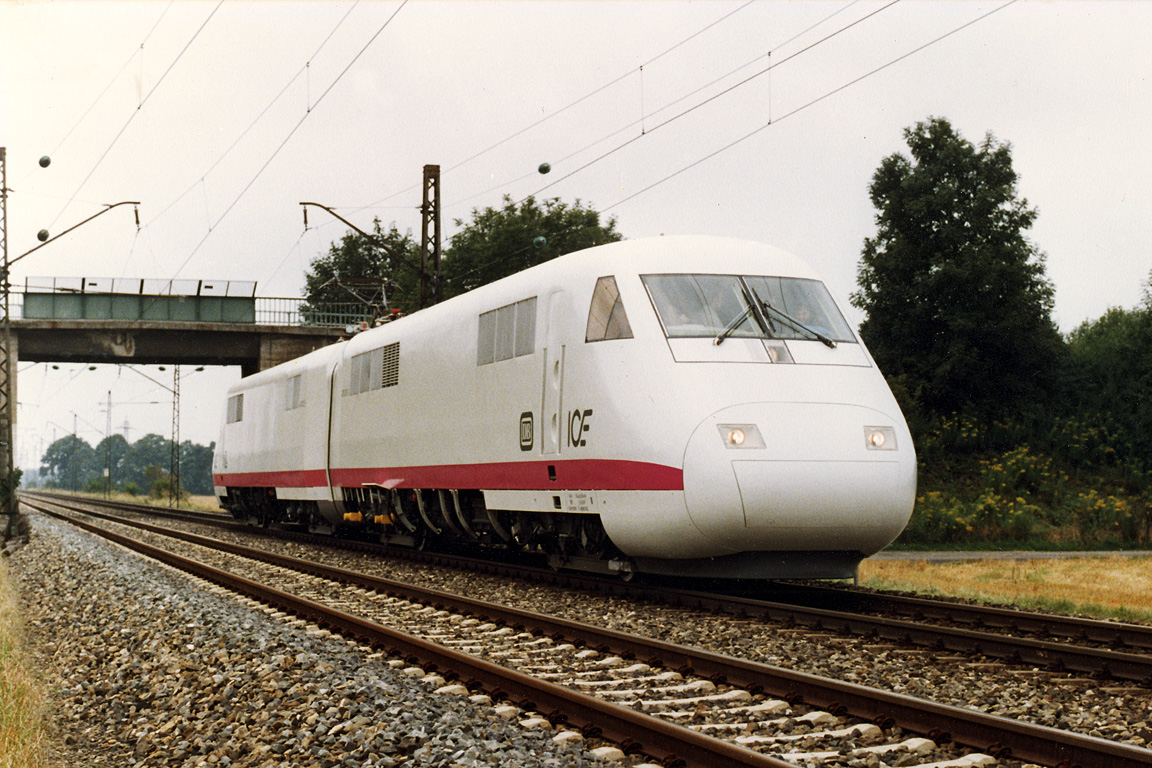
Beide Triebköpfe, noch ohne Mittelwagen, im August 1985

Ende Februar 1985 wurde der Triebkopf 410 002-0 für einen Fototermin erstmals kurz vor der Werkshalle von Henschel gezeigt.
Der erste Triebkopf rollte Anfang 1985 bei Thyssen-Henschel in Kassel aus der Werkshalle. Am 19. März 1985 wurde er – im Rahmen eines feierlichen „Rollouts“ vor geladenen Gästen, Fachleuten und Medienvertretern – bei Krupp in Essen offiziell an die Bundesbahn übergeben. Der zweite Triebkopf folgte wenige Tage später bei Thyssen-Henschel in Kassel.
Kurz nach der Präsentation wurden die Triebköpfe in das Ausbesserungswerk München-Freimann überführt. Der erste Triebkopf traf am 28. März dort ein, der zweite Triebkopf am 3. April 1985. Anschließend begann die Inbetriebsetzung. Der Funktionsüberprüfung von Steuerstromkreisen und der Leistungselektronik folgten dabei erste Fahrversuche am 2. Juni 1985 auf dem Münchner Nordring. Kurz darauf erreichte der Zug während einer Probefahrt zwischen München und Freising erstmals eine Geschwindigkeit von 100 km/h. Es folgten Einstellarbeiten an der Zugsteuerung, die das gleichzeitige Fahren beider Triebköpfe im Zugverband ermöglichte. Die beiden Fahrzeuge wurden anschließend, noch ohne Mittelwagen, im Rahmen eines Fototermins am 4. Juli 1985 präsentiert. Bereits am 21. Juni 1985 hatten die beiden Triebköpfe eine vorläufige Betriebszulassung bis 160 km/h erhalten.
Zur Übergabe der Mittelwagen, die am 31. Juli 1985 auf dem Werksgelände der MBB in Donauwörth erfolgte, war der Triebkopf 410 001-2 mit eigener Kraft gefahren. Im Rahmen eines Festaktes mit hohen Vertretern der damaligen Bundesbahn, von Politik und Presse, durchbrach der Triebkopf 410 001-2, gefolgt von den Mittelwagen, symbolisch eine Mauer aus Hartschaumquadern und rollte vor die Zuschauer. Nach Festreden standen zwei der drei Wagen zur Besichtigung zur Verfügung.
Die Fahrzeuge wurden anschließend wiederum nach Freimann überführt. Den technischen Überprüfungen folgten erste Testfahrten, gefolgt von der Inbetriebnahme- und Zulassungsphase. Nachdem noch fehlende Komponenten eingebaut worden waren, wurde der komplette Zug im September 1985 zusammengestellt. Am 26. September 1985 war er erstmals als fünfteilige Garnitur auf dem Münchner Nordring, zwischen Milbertshofen und Olching unterwegs. Die erste Publikumsfahrt führte am 27. September von München nach Ingolstadt und zurück. Als Gäste waren Mitglieder einer Delegation der SNCF an Bord. Im weiteren Verlauf wurden die Testfahrten über den Münchner Nordring hinaus in den Raum Regensburg/Plattling ausgedehnt.
Am 20. Oktober kam es zur ersten Langstreckenfahrt. Der Zug fuhr unter der Zugnummer Dsts 83 846 von Passau zum Bundesbahn-Zentralamt nach Minden. Am folgenden Tag begannen die Zulassungsversuche im Streckenabschnitt Brackwede–Neubeckum (Bahnstrecke Hamm–Minden). Bis zu den für Ende November angesetzten Präsentations- und Rekordfahrten wurde die Geschwindigkeit über vier Wochen hinweg stetig gesteigert. Der Zug war in dieser Zeit im Bahnbetriebswerk Hamm stationiert. Offiziell war der Zug in dieser Zeit im Betriebswerk Frankfurt 1 beheimatet.

### Erste Rekordfahrt
Am 26. November 1985 wurde der InterCityExperimental mit einer Rekordfahrt offiziell der Öffentlichkeit vorgestellt. Um 11:17 Uhr fuhr der ICE-Vorläuferzug in Bielefeld ab. Um 11:29 Uhr erreichte der mit Fahrgästen voll besetzte Zug im Streckenabschnitt Gütersloh–Hamm (Bahnstrecke Hamm–Minden) eine Geschwindigkeit von 317 km/h, am gleichen Nachmittag nochmals 316 km/h. Der ICE stellte damit einen neuen deutschen Rekord für Rad/Schiene-Fahrzeuge sowie einen Weltrekord für Drehstrom-Schienenfahrzeuge auf. Der Fahrt wohnten unter anderem Bundesforschungsminister Werner Dollinger und der nordrhein-westfälische Ministerpräsident Johannes Rau bei. Der Zug überbot damit den Geschwindigkeits-Weltrekord für Drehstrom-Fahrzeuge, den im Vorjahr die Lokomotive 120 001 mit 265 km/h aufgestellt hatte. Erstmals hatte ein mit Fahrgästen besetztes Schienenfahrzeug in Deutschland die Marke von 300 km/h offiziell überschritten. Die Kürze des zur Verfügung stehenden Schnellfahr-Versuchsabschnitts ließ zunächst keine höheren Geschwindigkeiten zu.
Die Rekordfahrt erfolgte, ebenso wie die vorausgegangenen Hochgeschwindigkeitsfahrten, unter erheblichen Sicherheitsvorkehrungen: Für jede Fahrt wurden alle Signale im Versuchsabschnitt auf Fahrt (grün) gestellt und das benachbarte Gleis gesperrt. Nach jeder Fahrt wurden die Schienen durch einen Prüfzug per Ultraschall kontrolliert, ein Triebwagen zur Reparatur der Oberleitung stand in Bereitschaft. Bei der Rekordfahrt fuhr eine Angstlokomotive dem ICE-Vorläuferzug voraus, eine weitere folgte ihm. Alle Brücken und Bahnhöfe der Strecke wurden darüber hinaus bewacht.
Das Datum für diese Rekordfahrt war bereits während der Bauphase festgelegt worden und begleitete die Feierlichkeiten zum 150-jährigen Bestehen der Eisenbahn in Deutschland. Bereits am 14. November 1985 hatte der Zug dabei erstmals (inoffiziell) die 300-km/h-Marke überschritten. Die höchste Geschwindigkeit der Versuchsserie hatte er dabei bereits vor der offiziellen Rekordfahrt mit geladenen Gästen am 19. November 1985 zwischen Rheda-Wiedenbrück und Oelde mit 324 km/h erreicht. Diese Rekordmarke war zunächst unter Verschluss gehalten worden. Kurz nach dem offiziellen Rekord erreichte der Zug im Abschnitt Brackwede–Neubeckum nochmals 313 km/h. Testfahrten mit höheren Geschwindigkeiten wurden erst 1986, auf einem Teilabschnitt der neuen Schnellfahrstrecke Hannover–Würzburg, möglich.
An die Rekordfahrt schloss sich noch am selben Tag der Beginn einer Deutschland-Rundfahrt durch die gesamte Bundesrepublik und einer Fahrt nach Basel SBB an, die am 21. Dezember in München endete. Zu den Höhepunkten der Rundfahrt zählten Begegnungen mit dem Adler (am 30. November im Bahnhof Herford, am 6. Dezember in Fürth) und die Vorstellung des Zuges im Ausbesserungswerk Nürnberg am 7. Dezember 1985 im Rahmen einer Fernsehsendung des ZDF zum 150-jährigen Jubiläum der Eisenbahn in Deutschland.

### Einsatz

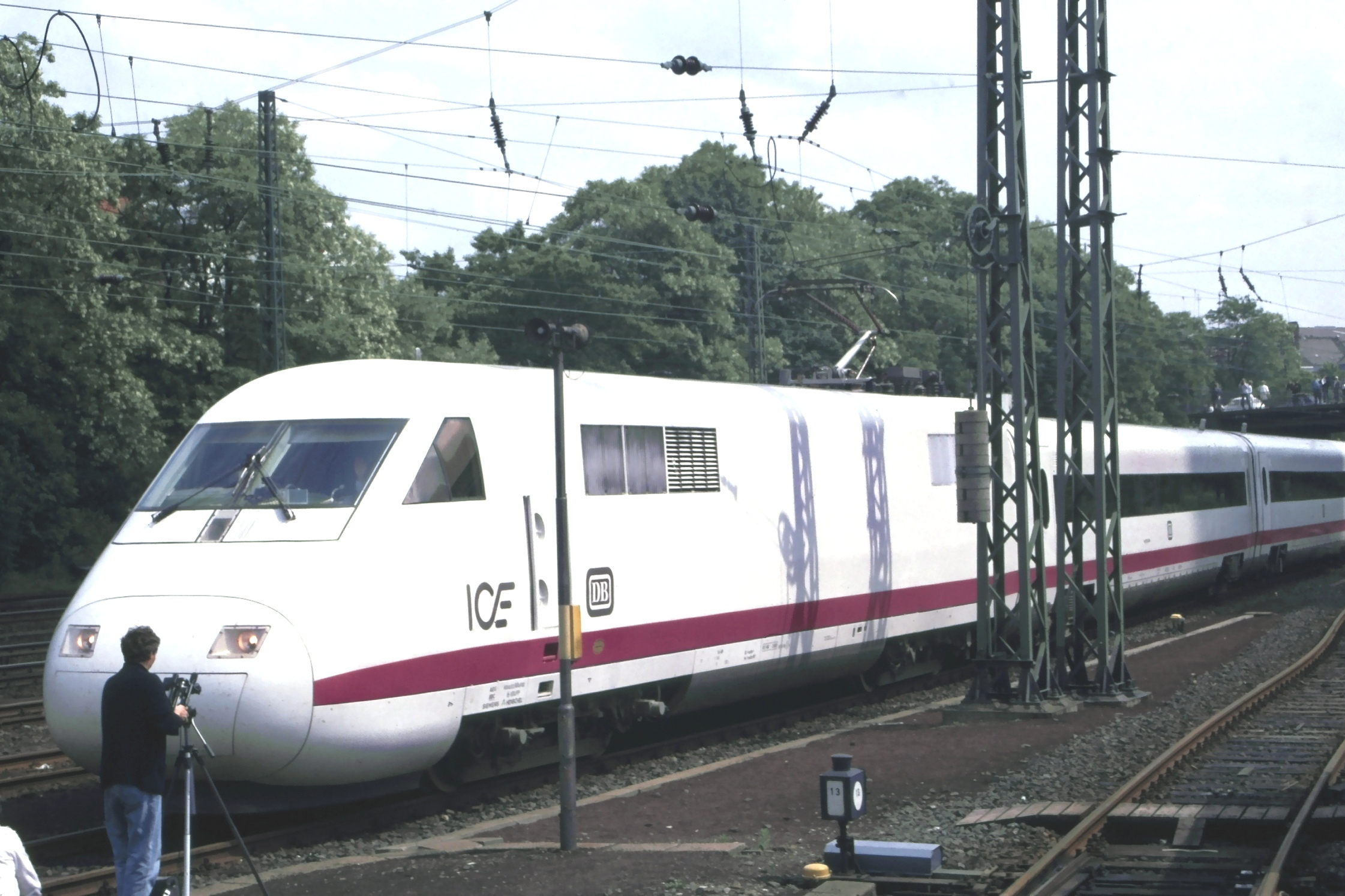
410 002-0 während der IVA 1988 in Hamburg

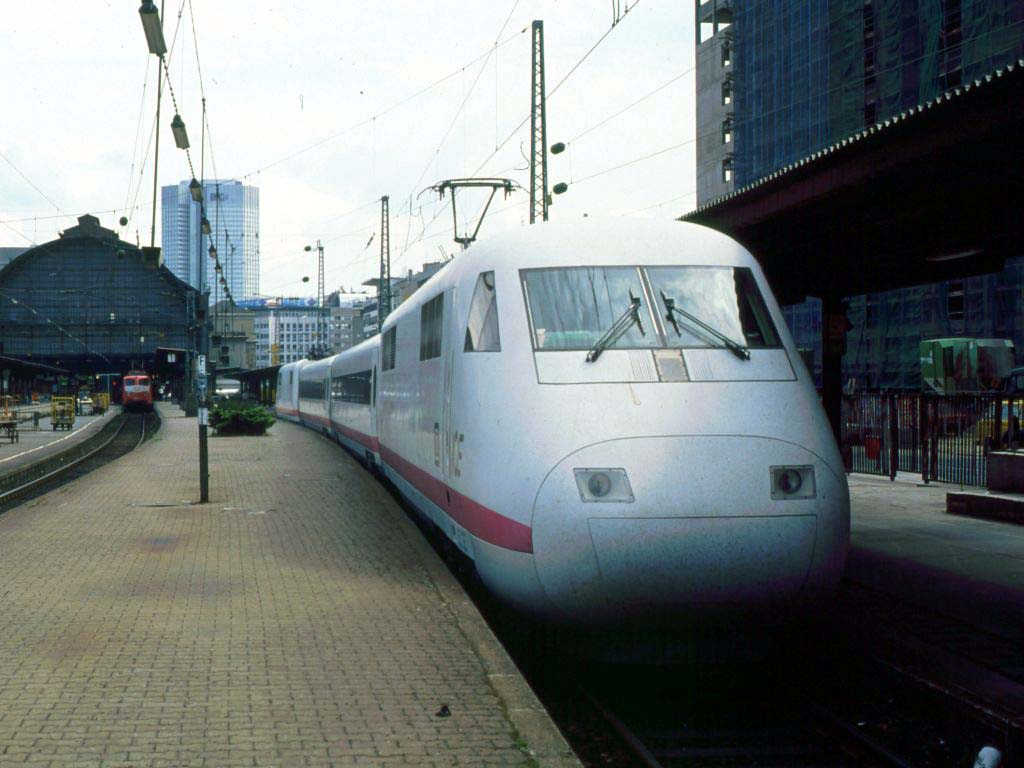
InterCityExperimental am Hauptbahnhof Frankfurt am Main (Juli 1992)

Im Januar 1986 wurde ein umfangreiches Messprogramm aufgenommen. Im gleichen Jahr erfolgten erstmals Testfahrten auf Hochgeschwindigkeits-Neubaustrecken. In den folgenden Jahren wurden die neuen Systeme in ihrem Zusammenwirken bei bislang nicht erreichten Geschwindigkeiten geprobt. Aus den umfangreichen Ergebnissen des Versuchsprogramms sollten schließlich bedarfsgerechte Fahrzeuge für den ab den 1990er Jahren konzipierten Schnellverkehr entwickelt werden können.
Zunächst wurde dazu der erste, im Sommer 1986 fertiggestellte, Abschnitt der Schnellfahrstrecke Hannover–Würzburg zwischen Burgsinn und dem Hohe Wart-Tunnel genutzt. Erstmals verkehrte der Zug, zu Hochtastfahrten, als vierteilige Einheit am 3. September 1986 auf der Strecke. Nachdem der Triebkopf 410 001-2 im Betriebsbahnhof Burgsinn aufgrund einer unter dem Zug umgelegten Weiche bei 15 km/h entgleist war, wurde das Versuchsprogramm bereits am Abend desselben Tages wieder abgebrochen. Der Zug kehrte als dreiteilige Einheit, mit Triebkopf 410 002-0 und zwei Mittelwagen, für Hochtastfahrten sowie lauf- und bremstechnische Untersuchungen vom 10. bis 19. September auf die Strecke zurück (der dritte Mittelwagen war zu dieser Zeit im Umbau im Ausbesserungswerk Freimann). Vom 3. bis 14. November 1986 folgten, mit dem nun wieder fünfteiligen Triebzug (beide Triebköpfe und drei Mittelwagen), Hochtastfahrten bis 350 km/h. Zu den zahlreichen Untersuchungen in diesem Zeitraum zählten Versuche zur Energieübertragung von der Oberleitung sowie, bei bis zu 280 km/h, aerodynamische Messungen der bei Zugbegegnungen auftretenden Kräfte.
Am 17. November 1986 erreichte der InterCityExperimental bei einer Präsentationsfahrt für Journalisten, als fünfteilige Einheit, eine Geschwindigkeit von 345 km/h. Der Zug stellte damit einen neuen Geschwindigkeitsweltrekord für Drehstromfahrzeuge auf. Der Zug hatte sich zuvor in Schritten von 10 km/h an seine zugelassene Höchstgeschwindigkeit von 350 km/h herangetastet. Aufgrund der geringen Länge der Erprobungsstrecke waren höhere Geschwindigkeiten bis auf Weiteres nicht möglich.
Mit dem weiterhin fünfteiligen Triebzug folgten im Dezember Messungen zu Schallemissionen sowie zahlreiche aerodynamische Messungen, unter anderem bei Zugbegegnungen. Zu den nächsten Versuchsfahrten auf der Strecke kam es im März 1987, als mit dem nunmehr vierteiligen Zug (je zwei Triebköpfe und zwei Mittelwagen) die Auswirkungen der Wirbelstrombremse auf Schienentemperatur und Gleisfreimeldeanlagen untersucht wurden. Im Mai wurden, mit dem weiterhin vierteiligen Triebzug, Untersuchungen zu Antrieb und Energieübertragung aus der Oberleitung bei bis zu 310 km/h gefahren. Am 25. Juni folgten Begegnungsfahrten, bei denen verschiedene Maßnahmen zur Druckertüchtigung an Reisezugwagen mit dem vierteiligen Triebzug getestet wurden.
Ab 8. April 1987 wurde das Testprogramm zeitweilig auf den neu fertiggestellten Abschnitt Graben-Neudorf–Mannheim der Schnellfahrstrecke Mannheim–Stuttgart verlegt. Aufgrund seiner etwas größeren Länge konnten insbesondere lauftechnische Versuche hier besser abgewickelt werden. Der Triebzug verkehrte als vierteilige Einheit (ein Demowagen war ausgegliedert worden) dabei unter anderem mit einem Großraumwagen der Gattung Bpmz 291.2 und einem Messwagen zur Optimierung des Drehgestells vom Typ MD 522. Mit Geschwindigkeiten von 305 bzw. 360 km/h wurden neue Geschwindigkeitsrekorde für Reisezug- bzw. Messwagen aufgestellt. Mit Aufnahme des fahrplanmäßigen Betriebs zwischen Mannheim und Karlsruhe am 30. Mai 1987 kehrten die Versuchsfahrten wieder auf den Streckenabschnitt nördlich von Würzburg zurück. Zunächst wurde der InterCityExperimental an jenem 30. Mai jedoch, neben einem InterCity, für die Eröffnungsfahrt des Streckenabschnitts zwischen Mannheim und Graben-Neudorf eingesetzt. Am gleichen Tag folgten noch eine Reihe von Pendelfahrten.
Die wechselnden Zusammenstellungen des Triebzuges erklären sich aus wechselnden Z-Stellungen einzelner Wagen und Triebköpfe (und verschiedenen Anforderungen bei den Messfahrten). Da derartige kurzzeitige Abstellungen die einzuhaltenden Wartungsfristen unterbrachen, war es mit diesen Maßnahmen möglich, den Triebzug längstmöglich für das umfassende Versuchsprogramm zu nutzen, bevor im Sommer 1988 der Reisezugbetrieb zwischen Fulda und Würzburg aufgenommen wurde. Erst am 4. Mai 1990, viereinhalb Jahre nach der Inbetriebnahme, erhielt der komplette Zug, im Ausbesserungswerk Nürnberg, eine große Revision (Stufe E 2).

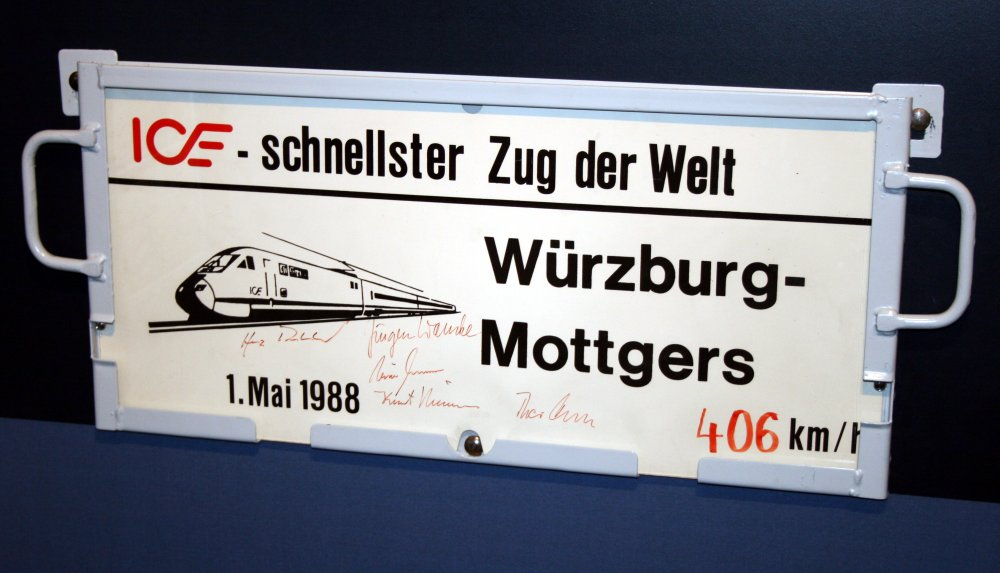
Zuglaufschild der Weltrekordfahrt

Im Rahmen der ICE-Weltrekordfahrt am 1. Mai 1988 stellte der InterCityExperimental als vierteilige Einheit auf der Schnellfahrstrecke Hannover–Würzburg bei Gemünden am Main (Strecken-Km 287,956) einen Weltrekord für Schienenfahrzeuge mit 406,9 km/h auf. Der Weltrekordfahrt waren ab 22. April zahlreiche Hochtastfahrten vorausgegangen.
Am 27. Mai 1988 war der Triebzug eines von vier Fahrzeugen, die im Rahmen einer Parallelfahrt den Streckenabschnitt Fulda–Würzburg der Schnellfahrstrecke Hannover–Würzburg eröffneten.
An den beiden folgenden Tagen pendelte der Triebzug zwischen Würzburg und Fulda.
Zwischen dem 4. und 7. Oktober 1988 verkehrte der Zug in Frankreich. Mit einer Notkupplung mit einem TGV verbunden, erreichte der geschleppte, dreiteilige InterCityExperimental auf der LGV Sud-Est zwischen Villeneuve und Le Creusot eine Geschwindigkeit von 280 km/h. Eine andere Quelle spricht von einem einwöchigen Einsatz im Schlepp des TGV und betont, dass damit der grundsätzliche Nachweis für die Frankreichfähigkeit des ICE (im Hinblick auf das Projekt ICE-M) erbracht worden sei.
Mit der Bestellung der ICE-1-Triebzüge Anfang 1989 hatte der Zug seine Hauptaufgabe im Bereich der Fahrzeugerprobung erfüllt. Nachdem zunächst noch einzelne Komponenten für die ICE-1-Serienzüge erprobt wurden, erhielt der Zug im Spätsommer 1990 eine neue Messausrüstung und wurde nun vor allen Dingen als Abnahme- und Messfahrzeug für die 1991 in Betrieb genommenen Schnellfahrstrecken eingesetzt. Nicht realisiert wurde die Idee eines Umbaus des Zuges zu einem mehrsystemfähigen Triebzug. Am 13. März 1991 entgleiste der Zug in Goddelau-Erfelden während einer Testfahrt.
1994 erreichte eine durch den ICE-V gezogene Talgo-Einheit auf der Schnellfahrstrecke zwischen Hannover und Göttingen eine Geschwindigkeit von 360 km/h.
Eine kleine Rolle spielte der InterCityExperimental als Erprobungsträger für einzelne Komponenten des ab 1996 in Betrieb genommenen und als kuppelbaren Halbzug konzipierten ICE 2. 1994 erhielt der InterCityExperimental dazu neue Bugklappen aus glasfaserverstärktem Kunststoff und eine reguläre Scharfenberg-Kupplung. Anschließend folgten Untersuchungen zu den aerodynamischen Belastungen im Bereich der Kupplungen. Dabei wurden die beiden Köpfe des ICE-V zeitweilig aneinander gekuppelt und zusammen mit den drei Mittelwagen in einen ICE 1 eingereiht.

## Technik
Die Technik des InterCityExperimental stellte gegenüber den Fahrzeugen seiner Zeit in vielfacher Hinsicht einen Entwicklungssprung dar. Als Basistechnologien kamen beim InterCityExperimental unter anderem Verbundwerkstoffe und Metall-Leichtbauweisen, Mikroprozessoren, Leistungselektronik und Informationssysteme zum Einsatz.
Die Fahrzeugzellen der Mittelwagen wurden in Aluminium-Vollintegral-Bauweise errichtet, neuartige Laufwerke sollten für eine niedrigere Oberbaubeanspruchung und Verschleißminderung sorgen. Die Außenhülle der Triebköpfe wurde in Stahl-Leichtbauweise erstellt, die der Mittelwagen aus Aluminium.
Die maximale Leistung der Fahrmotoren je Triebkopf betrug 4.200 kW (Dauerleistung 3.640 kW), des Transformators 5.120 kW (3.480 kW Dauerleistung). Der Zug erreichte, mit drei Mittelwagen, eine Länge von 114,64 m. Als technische Basis für die beiden für 350 km/h ausgelegten Triebköpfe verwendete man den in der Leistung etwas gedrosselten Aufbau der Drehstrom-Lokomotive der Baureihe 120.
Als Bremsen kamen in den Triebköpfen elektrodynamische Bremsen zum Einsatz. Jedes angetriebene Drehgestell trug darüber hinaus Scheibenbremsen (drei Vollscheiben je Radsatz) und zwei Wirbelstrombremsen. Die Mittelwagen erhielten je Drehgestell zwei Wirbelstrombremsen sowie zwei Bremsscheiben je Radsatz. Das Zusammenwirken der Bremssysteme wurde von einem elektronischen Bremssteuerrechner gesteuert. Die Wirbelstrombremse zählt zu den Komponenten, die in den ICE-1-Serienzügen zunächst keine Anwendung fanden.
Die Innenausstattung der Wagen sollte variabel sein und sich in kurzer Zeit umrüsten lassen. Auch die Innenraumgestaltung sollte – unter anderem durch größere, verbesserte Sitze und eine audiovisuelle Fahrgastinformation – deutlich verbessert werden. Die Konzeption der Wagen sah die Möglichkeit vor, die Inneneinrichtung nach Bedarf flexibel austauschen und verändern zu können. Neben einer Reihenbestuhlung mit vier (2+2) oder drei (2+1) Sitzplätzen pro Sitzreihe, waren auch Sitzplatzschaften (mit Tischen u. a.) Bestuhlungen für Kleingruppen, Abteile und Clubräume vorgesehen. Etwa zehn Prozent der Mittelwagen-Masse entfiel auf Schall- und Wärmedämmung.
Eine weitere Neuerung war das Fahrgastinformationssystem, dessen Monitore über Breitband-Koaxialkabel aus einem Zentralrechner im Messwagen gespeist wurden. Informationen über Zug- und Wagennummer, Zuglauf, Sitzplatzreservierungen, Ankunftszeit und Anschlusszüge wurden ebenso angezeigt wie die aktuelle Fahrgeschwindigkeit und Werbung der Bundesbahn. Über Lautsprecher und Kopfhörer konnten fünf Audiokanäle eingespielt werden. Per Knopfdruck konnten Reisende Servicepersonal rufen. Zu den weiteren Angeboten zählten Bildschirmtext, Videoprogramme und Bordtelefone. Vorgesehen war auch die Kennzeichnung belegter Sitzplätze in der 1. Klasse mittels Piktogramm an den Sitzlehnen.

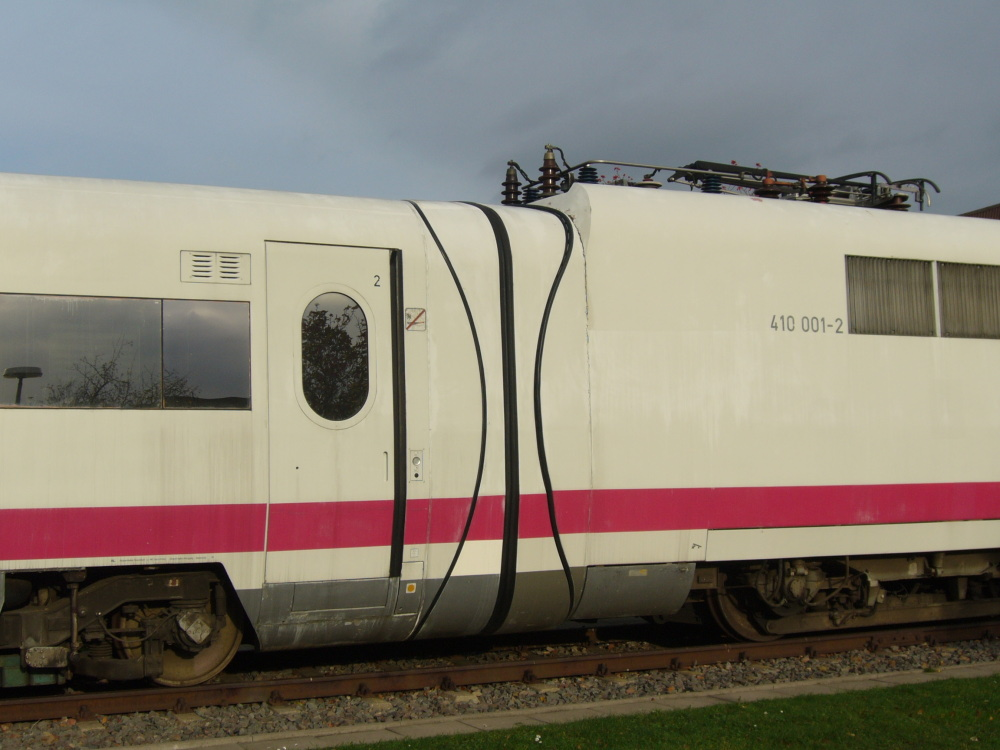
Die glatte Außenhaut am Wagenübergang zählte zu den Besonderheiten des InterCityExperimental, die in den ICE-Serienzügen nicht umgesetzt wurde
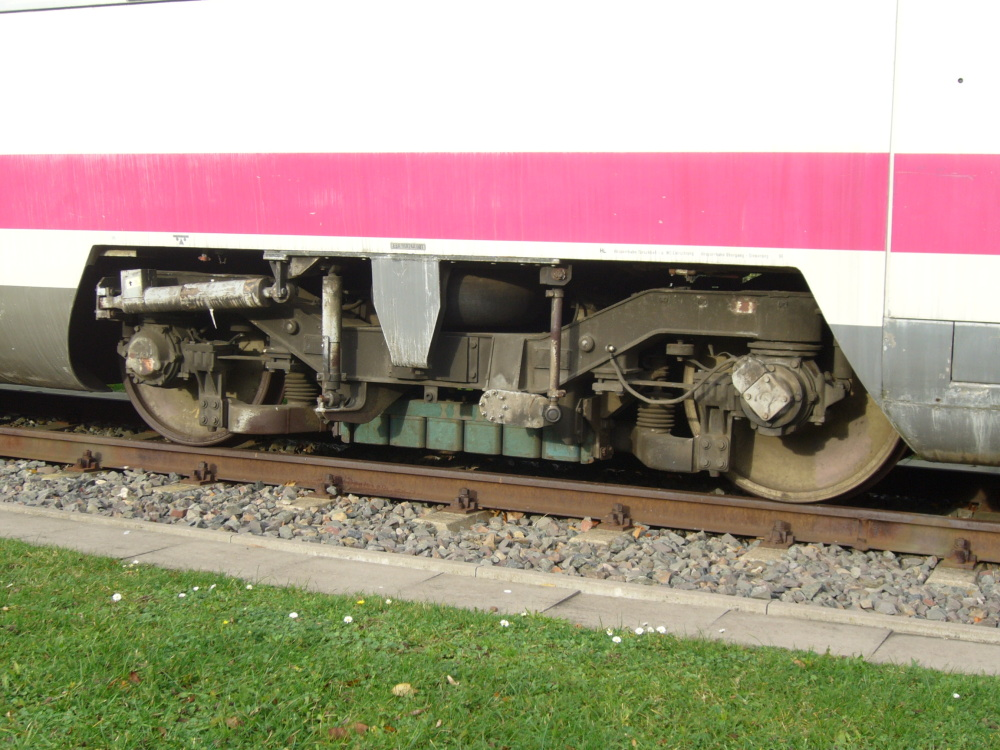
Drehgestell an einem Mittelwagen des InterCityExperimental
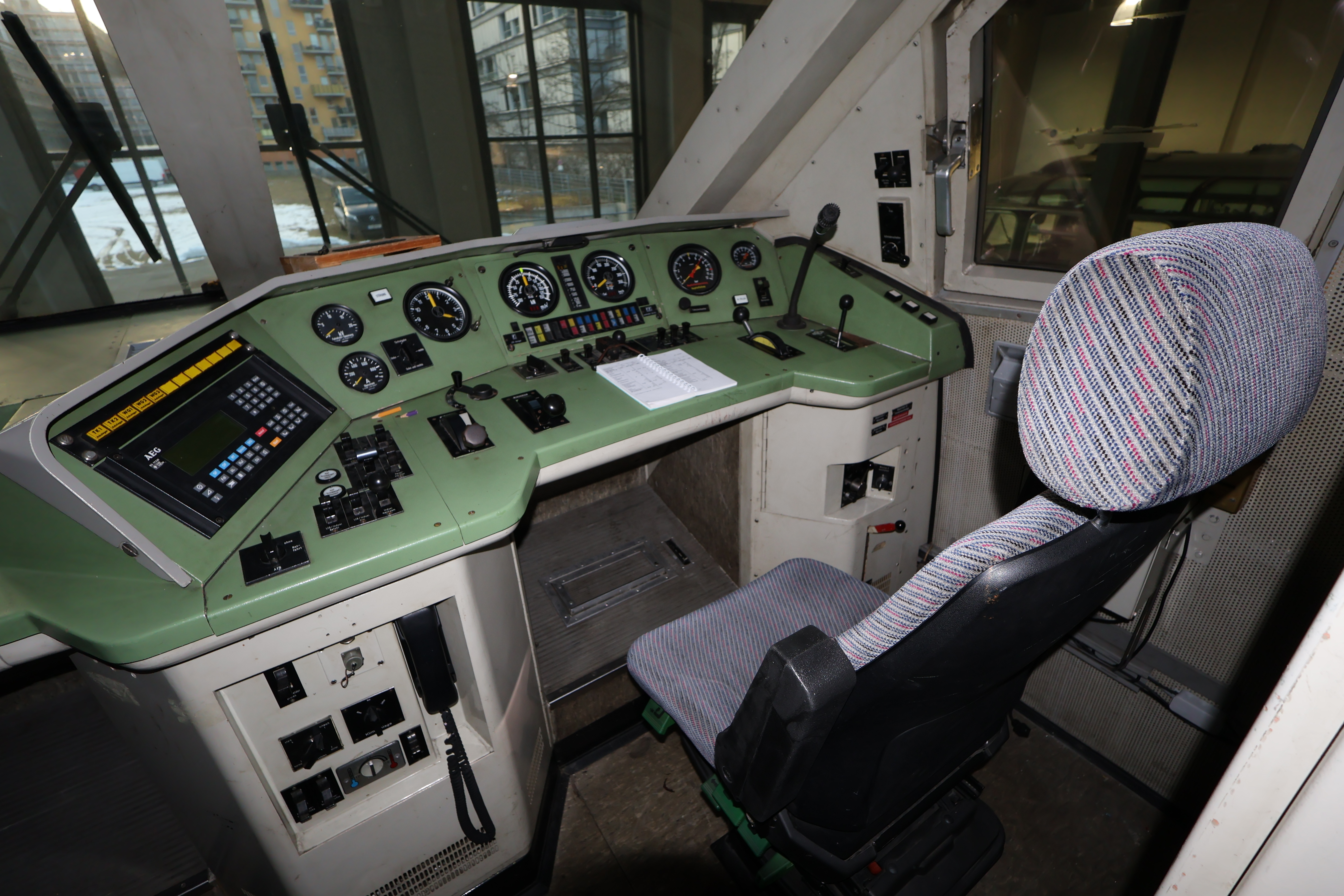
Führerstand des InterCityExperimental

Erstmals bei einem Bundesbahn-Fahrzeug kam auch ein elektronisches, fahrzeuginternes Diagnose-System zum Einsatz. Die Systeme des Zuges waren über einen Datenbus miteinander verbunden. Einzug in die Serie fanden unter anderem der Drehstromantrieb, die elektronische Fahr- und Bremssteuerung, ein elektronisches Diagnose- und Fahrgastinformationssystem und ein Zugbus mit Lichtwellenleiter. Die Klimatechnik wurde aus dem Airbus abgeleitet.
Die Mittelwagen wurden über zwei voneinander unabhängige Zugsammelschienen mit 1000 V 16 2⁄3 Hz Wechselstrom versorgt. Transformatoren stellten für einige Hilfs- und Nebeneinrichtungen eine Spannung von 220 bzw. 230 Volt bereit. Batteriegestützt wurden Beleuchtung sowie Steuer- und Regeleinrichtungen mit einer Spannung von 110 V versorgt.
Die Rückseiten der Triebköpfe und die Mittelwagen sind mit automatischen Scharfenbergkupplungen ausgerüstet, die betrieblich nicht getrennt werden konnten. Die Vorderseiten der Triebköpfe erhielten eine versteckte Notkupplung. Die Verkleidung der Triebkopfspitzen erfolgte bereits aus glasfaserverstärktem Verbundwerkstoff.

## Design

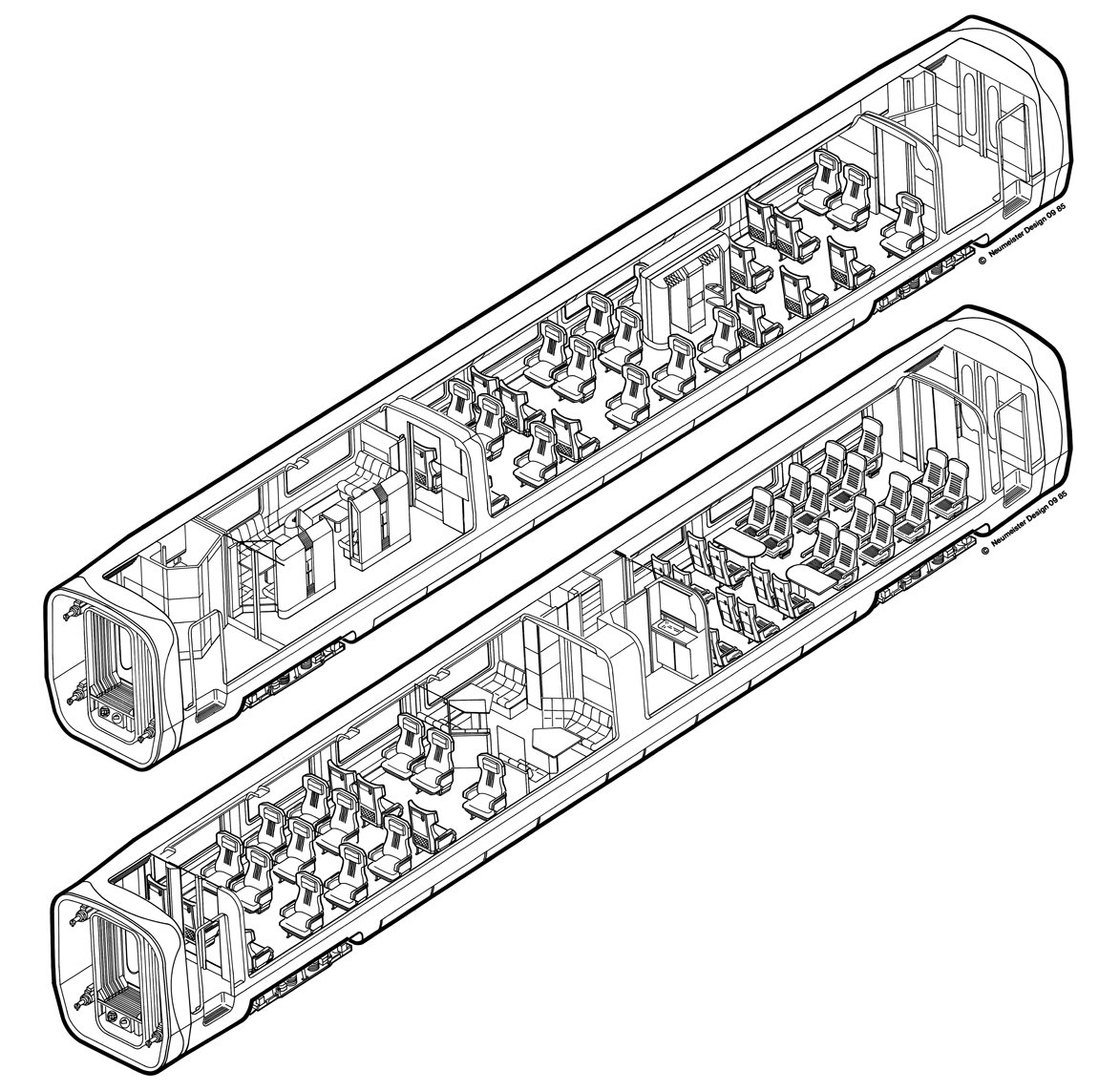
Zeichnung der beiden Demonstrationswagen des InterCityExperimental. Oben der in der ursprünglichen Bestellung vorgesehene 1.-Klasse-Wagen mit Business-Abteil (links). Unten ist der später von der DB nachbestellte Wagen zu sehen. In einem Versuch, kleinere Raumeinheiten zu schaffen, erhielt dieser ein Doppel-WC in der Wagenmitte.

Mitte 1981 begann ein Team um Alexander Neumeister mit dem Design des Zuges. Er war bereits ab 1969 in der Abteilung Verkehrstechnik von MBB als Designer an den Arbeiten der Hochleistungs-Schnellbahn-Studie beteiligt gewesen, aus der später ICE und Transrapid hervorgingen. Lediglich die Sitze wurden durch Designworks, im Auftrag des Herstellers (Grammer), gestaltet. 1982 hatte er den Auftrag zu ersten Studien zur Gestaltung der Mittelwagen des ICE-Vorläuferzuges erhalten. Daraus gingen unter anderem Mock-ups, Modellstudien und zwei verschiedene Konzepte für das Innenraumdesign hervor. Einer der Mittelwagen wurde in enger Abstimmung von Neumeister und dem Design Center der Bundesbahn entwickelt. Den Auftrag zur Gestaltung eines zweiten Mittelwagens erhielt er nach einem Designwettbewerb, bei dem er sich gegen andere geladene Design-Büros durchsetzte.
In einer Stufe entwarf Neumeister 1982 das Außendesign der Wagen und die Innenausstattung mit variabel nutzbaren Fahrgasträumen. Ein erstes Mock-Up in Originalgröße und mit kompletter Ausstattung wurde 1983 der Öffentlichkeit vorgestellt. Im ICE-Vorläuferzug sollten bezüglich Komfort und Service neue Maßstäbe gesetzt und die Möglichkeiten neuer Technologien demonstriert werden. Im Wettbewerb mit einem anderen deutschen Designbüro entwickelte das Büro Neumeister eine weitere Innenausstattung auf Grundlage geänderter Fahrzeugabmessungen. Um einen Block von WC, Elektronikeinheiten und Schließfächern in der Wagenmitte entstanden zwei Raumeinheiten mit je 20 Sitzplätzen. Ein weiteres Merkmal war der großzügig gestaltete, voll verglaste Einstiegsbereich. Nach Angaben von Neumeister habe dieser Entwurf derart überzeugt, dass die Bundesbahn – parallel zur ursprünglichen Designkonzeption – einen zusätzlichen Wagen im neuen Design bestellte. In einer weiteren Entwicklungsstufe wurde die Innenausstattung der beiden Fahrgastwagen aufeinander abgestimmt und optimiert. Als Ende 1983 der Bau des ICE-Vorläuferzuges begann, stand das endgültige Design noch nicht fest. Erst Ende 1984 war die endgültige Entscheidung über das Farbkonzept gefallen.
Auffallend war die Form des Fahrzeugs mit einer markanten „Schnauze“, außenbündigen, teilverspiegelten Fenstern und bündigen Wagenübergängen, in denen sich die weitreichende aerodynamische Optimierung widerspiegelte. Das charakteristische Bugdesign des ICE ging aus aerodynamischen, ergonomischen und fertigungstechnischen Erwägungen hervor. Das aerodynamische Triebkopfdesign ging aus einer Serie von Rechnungen und empirischen Untersuchungen des Deutschen Zentrums für Luft- und Raumfahrt hervor, das in Zusammenarbeit mit dem Design optimiert wurde. Nachdem das Team um Neumeister verschiedene formale Bugvarianten entwickelt und in Modellen und Fotosimulationen dargestellt hatte, wurde es vom Design-Center der Bundesbahn in mehreren Schritten zur endgültigen Lösung ausgearbeitet. Eine wesentliche Neuerung im Schienenfahrzeugbau waren auch die bündig eingeklebten Fenster, um eine geschlossene Außenhaut zu erreichen. Der InterCityExperimental trug damit bereits die Designmerkmale, die bis heute das Bild der ICE-Familie prägen: windschnittige Triebkopfform (wobei die Spitze der beiden Triebköpfe etwas runder zuliefen, als bei den Nachfolgerzügen, den ICE 1, den ICE 2 und dem ICE S), durchlaufendes, verspiegeltes Fensterband (von Neumeister als „optischer Blitz“ bezeichnet) und die weiße Außenhülle mit rotem Streifen. Die bis heute für den ICE charakteristische, weiße Außenhaut, unterbrochen durch einen durchlaufenden Signalstreifen aus Blaurot und Weinrot (heute: Verkehrsrot), sollte die Andersartigkeit des neuen Zuges unterstreichen. Der rote Streifen sollte ferner an die rote Lackierung der damaligen DB-Fernzüge erinnern.
Für das Design des ICE-Vorläuferzuges war den Designern erstmals weitgehend freie Hand gelassen worden. Aufgrund der Popularität des Zuges wurden weite Teile der Gestaltung in die späteren Serienzüge übernommen. Zu den Besonderheiten, die nicht in die späteren Serienzüge umgesetzt wurden, zählen die formschlüssigen Wagenübergänge sowie die gegenüber den Triebköpfen etwas niedriger ausgeführten Wagen. Die Fahrzeugmaße richteten sich im Wesentlichen nach der Fahrzeugumgrenzung des Internationalen Eisenbahnverbandes. Die Breite der Triebköpfe war somit auf 3.070 mm beschränkt, die der Mittelwagen auf 2.930 mm, wobei die Wagenlänge auf 24,3 m begrenzt werden musste (spätere ICE-Züge: 26,4 m). Ursprünglich war eine Breite von 3.200 mm angedacht worden, um insbesondere in der 2. Klasse den Komfort deutlich verbessern zu können. Aus aerodynamischen Überlegungen heraus wurde die Höhe der Wagen auf 3.650 mm über Schienenoberkante festgelegt, 400 mm niedriger als sonst üblich. Zur Unterbringung der elektrischen Ausrüstung musste die Höhe der Triebköpfe nachträglich auf bis zu 3.820 mm angehoben werden, um den Stromrichter der Baureihe 120 unterzubringen. Zu den Wagen hin wurden die Köpfe abgesenkt. Eine platzsparendere Neuentwicklung des Stromrichters schied aus zeitlichen Gründen aus. Die als Flüssigkristallanzeigen ausgeführten elektronischen Zuglaufschilder, die neben den ovalen Einstiegsfenstern das ansonsten durchlaufende Fensterband unterbrachen, wurden erst ab dem ICE 2 umgesetzt.
Während das Außendesign mit nur geringen Veränderungen in die Serienzüge übernommen wurde, erfuhr die Inneneinrichtung zahlreiche Veränderungen. So wurde die Sitzplatzanordnung variiert, die Sitze selbst verändert. In die Serie übernommen wurden unter anderem die offene, transparente Innenraumgestaltung, Garderoben in der Wagenmitte, gläserne Automatiktüren (innen) sowie Audiomodule an allen und Videomodule an einigen Sitzplätzen. In der Serie nicht umgesetzt wurden u. a. spezielle Work&Ride-Großabteile, verschließbare Überkopf-Gepäckablagen in der 1. Klasse sowie Telefone am Sitzplatz.

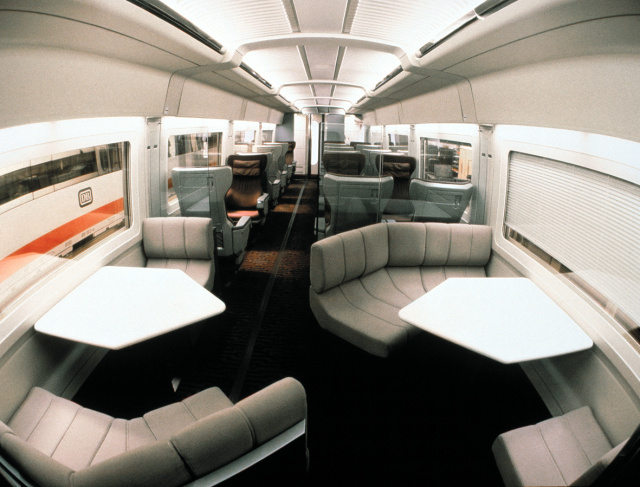
Verschiedene Sitzlandschaften in der 1. Klasse
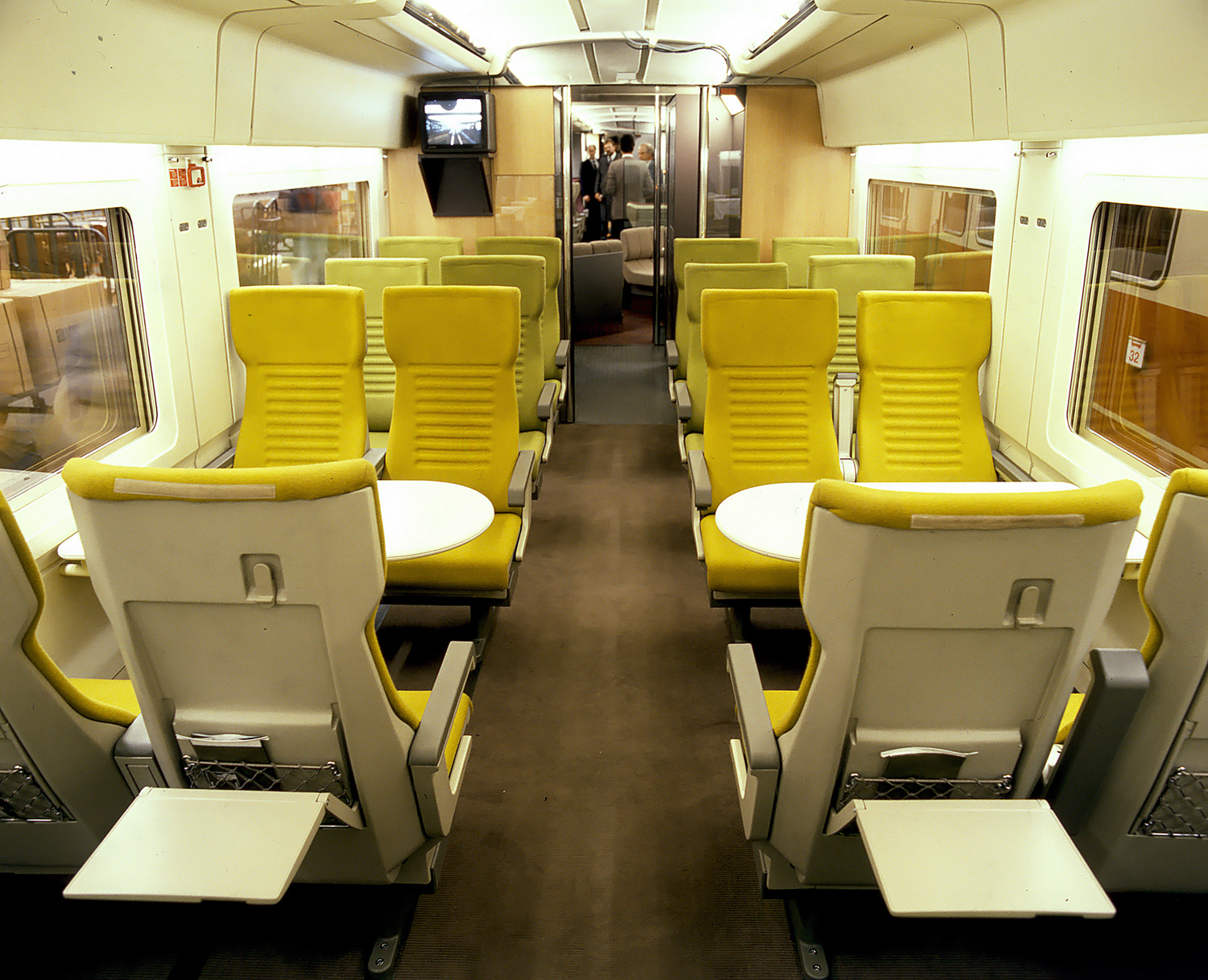
Sitzlandschaft in der 2. Klasse
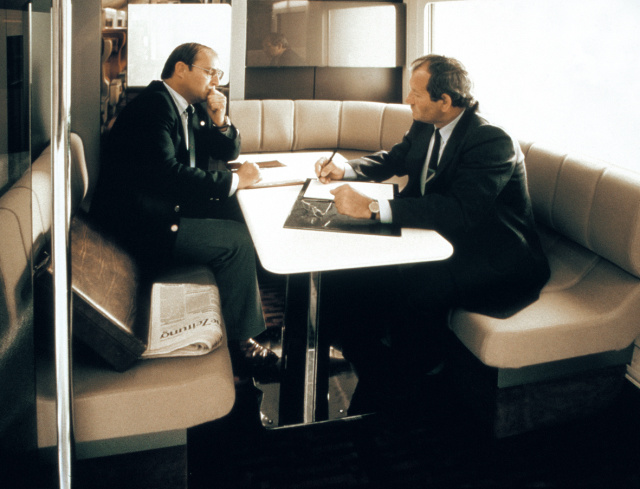
Work&Ride-Abteil
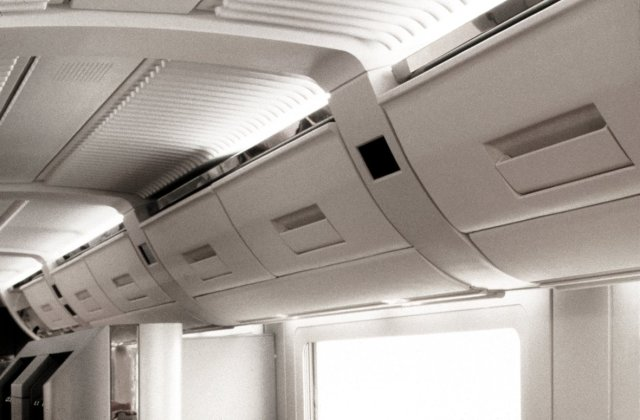
Verschließbare Überkopf-Gepäckablagen
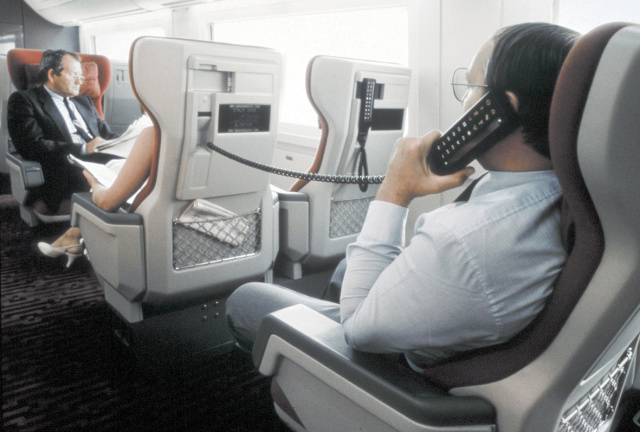
Zwei Sitzplätze wurden mit Monitor und Telefon ausgestattet

Neumeisters Konzept sah ursprünglich vor, den gesamten Zug in Anlehnung an die „Silberpfeile“ in Silber zu lackieren. Aus produktionstechnischen Gründen – man fürchtete, große Flächen in dieser Farbe nicht fleckenfrei gestalten zu können – fiel die Entscheidung auf eine weiße Außenhülle mit einem durchgehenden Streifen aus zwei Rottönen. Die Deutsche Bahn hat dieses Grundprinzip des rot-weißen Designs später nicht nur auf ihre gesamte Fahrzeugflotte übertragen, sondern auch in das Corporate Design als Unternehmensfarben integriert. Die Idee, die Andersartigkeit des Zuges durch eine orange Lackierung zu unterstreichen, schied aus, da der französische TGV diese Farbe bereits nutzte.
Der InterCityExperimental erhielt 1987 den Brunel Award, einen nach dem englischen Ingenieur Isambard Kingdom Brunel benannten, internationalen Designpreis für Schienenfahrzeuge und -infrastruktur. Der Zug war einer von 104 Vorschlägen von 13 europäischen Eisenbahngesellschaften.

## Aufgaben

### Technologie-Erprobung
Im InterCityExperimental wurden zahlreiche Technologien des Schienen-Schnellverkehrs, die aus einem seit Anfang der 1970er Jahre laufenden Forschungsprogramms des Bundesministeriums für Forschung und Technologie hervorgingen, in ihrem Zusammenspiel erprobt. Zahlreiche neu für den Hochgeschwindigkeitsverkehr entwickelte Komponenten wurden damit zur Serienreife geführt. So wurde beispielsweise der von Dornier für die ICE-Serienzüge neu entwickelten Stromabnehmer DSA-350 S bis Anfang Juli 1989 im InterCityExperimental erprobt. Teilweise wurde der Triebzug auch für Fahrplanuntersuchungen eingesetzt.

### Präsentationsfahrten

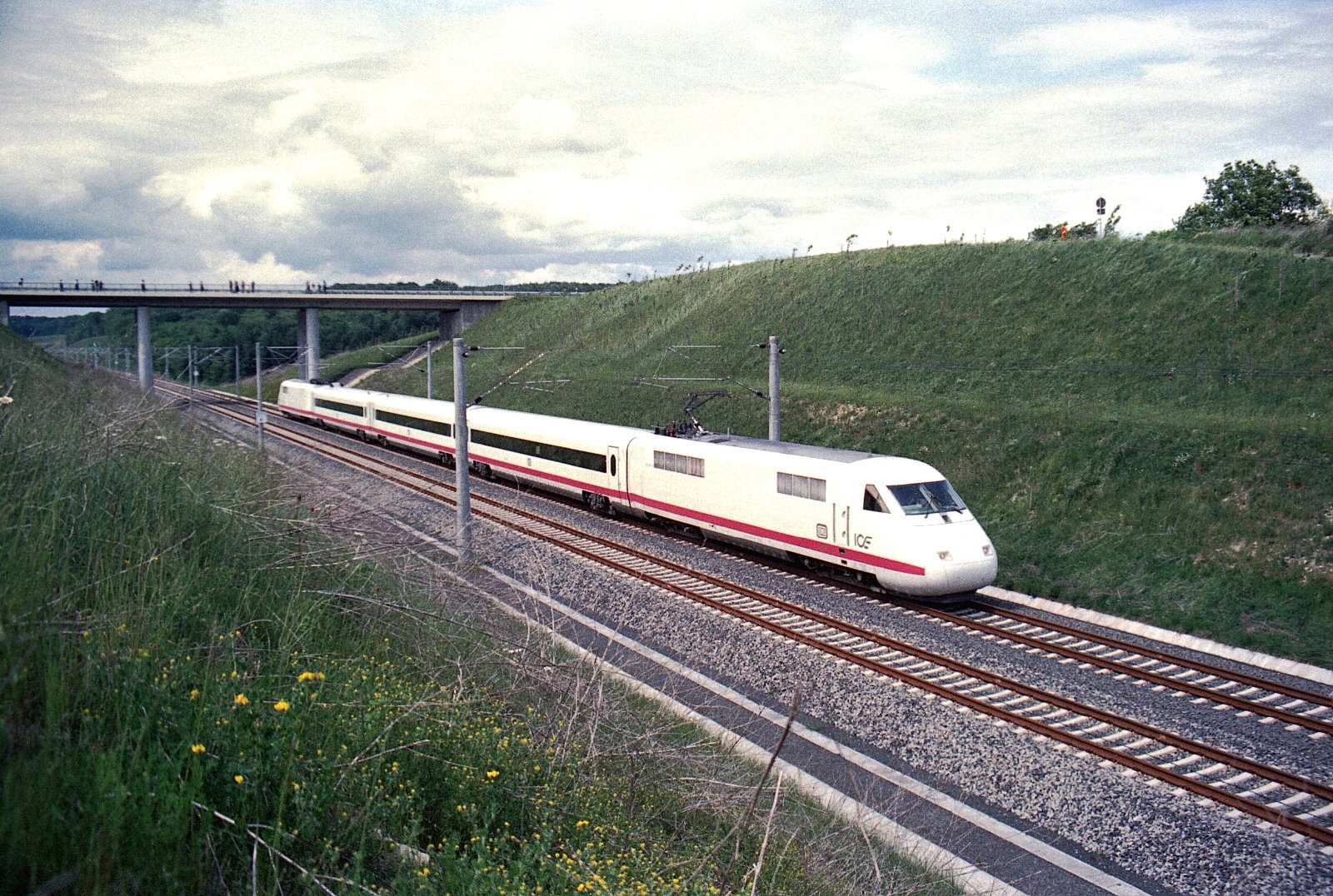
Eine der zahlreichen Pendelfahrten zur Eröffnung des Neubaustrecken-Abschnitts zwischen Fulda und Würzburg (Bartelsgrabentalbrücke, 29. Mai 1988)

#### Im Inland

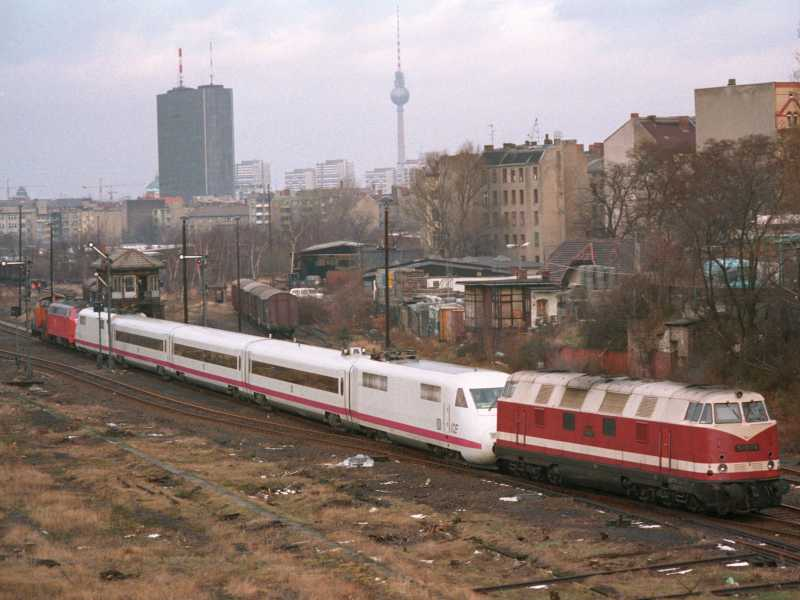
Der InterCityExperimental passiert nach der Präsentation in Berlin den Anhalter Güterbahnhof

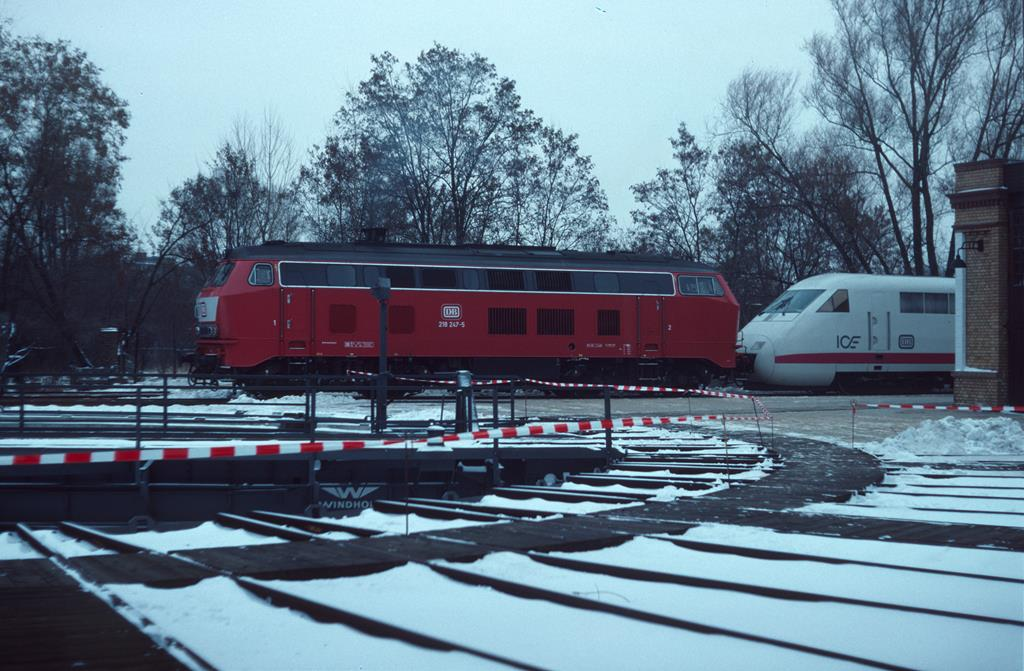
InterCityExperimental mit Versorgungslok 218 247-5 (Bw Braunschweig) im Museum für Verkehr und Technik, Berlin.

Darüber hinaus wurde das Fahrzeug bei zahlreichen Präsentationsfahrten eingesetzt, um die Fahrgastakzeptanz zukünftiger Hochgeschwindigkeitszüge zu prüfen, u. a. im regulären Intercity-Verkehr mit Reisenden. Erste Fahrten mit regulären Fahrgästen absolvierte der Zug während zweier Wochen in der zweiten Januarhälfte 1986. Dabei wurde er zuerst als Nachzug zu den InterCity-Zügen 120/121 zwischen München und Frankfurt am Main eingesetzt, anschließend im Nachlauf zum IC 678/179 zwischen Frankfurt und Hannover. Im Rahmen der Fahrten wurden verschiedene Untersuchungen und Kundenbefragungen zur Akzeptanz des neuen Zuges durchgeführt.
Das Fahrzeug wurde darüber hinaus für zahlreiche Sonder- und Präsentationsfahrten eingesetzt. So hatte der InterCityExperimental am 15. Juni 1989 einen besonderen Auftritt, als der damalige sowjetische Staats- und Parteichef Michail Gorbatschow den Zug während eines Staatsbesuchs für eine Fahrt von Bonn nach Dortmund und zurück nach Düsseldorf nutzte. Zu diesem Anlass waren die Flaggen von Nordrhein-Westfalen und der Sowjetunion an den Triebköpfen angebracht. Diese Fahrt war der Höhepunkt einer Serie von Sonderfahrten für Politiker und Verkehrsminister anderer Nationen.
Zu den zahllosen weiteren Einsätzen mit prominenten Gästen zählte eine Fahrt von 20 Abgeordneten des Bundestagsausschusses für Forschung und Technologie mit dem DB-Präsidenten Reiner Gohlke von Bonn nach Mannheim im Sommer 1988. Im Rahmen der Internationalen Verkehrsausstellung folgten im selben Jahr mehr als 30 Vertreter des Konsularischen Korps einer Einladung zu einer Präsentationsfahrt von Bundesbahn, Senatskanzlei Hamburg und Messeleitung. Auf der Bahnstrecke Hamburg–Bremen überholte der Zug mit einer Geschwindigkeit von bis zu 253 km/h einen planmäßigen, 200 km/h schnellen InterCity. Derartige „fliegende“ Überholungen fanden während der Ausstellung, zwischen 1. und 12. Juni 1988 dreimal täglich statt. Der ICE-Vorläuferzug ließ sich dabei am Beginn eines dreigleisigen Streckenabschnitts in Buchholz überholen und überholte den Zug anschließend wieder, bevor das Ende des Abschnitts in Rotenburg erreicht wurde. Die durchgehend ausgebuchten Fahrten verkehrten direkt vom Messebahnhof Sternschanze. Einer Fahrt am ersten Messetag, bei der 251 km/h erreicht wurden, wohnten auch Bahnchef Reiner Gohlke und Otto Arndt, der Verkehrsminister der DDR, bei.
Vom 2. bis 4. Dezember 1988 war der Zug in Berlin im Museum für Verkehr und Technik zu Gast. Der Zug wurde dabei von einer Diesellokomotive der Deutschen Bundesbahn begleitet. Diese Lokomotive hatte die Aufgabe, das Bordnetz des InterCityExperimental während seines Aufenthaltes im Museum für Verkehr und Technik mit der notwendigen Spannung zu versorgen. Während der Überführung durfte der Motor der Diesellokomotive in der DDR aus „betriebstechnischen Gründen“ nicht laufen. Anlass des Besuchs war die vorgesehene, dann aber verschobene Unterzeichnung einer Vereinbarung über den Bau der Schnellfahrstrecke Hannover–Berlin.

#### Im Ausland
Auch im Ausland wurde der InterCityExperimental wiederholt gezeigt. So pendelte der Triebzug im Rahmen des 125-jährigen Jubiläums der Bahnstrecke Straßburg–Kehl am 3. und 4. Mai 1986 mehrfach zwischen den beiden Städten. Auf der Rheinbrücke Kehl traf er dabei zu einem symbolischen „Fototermin“ mit dem TGV zusammen. Am 17. und 18. Oktober desselben Jahres kam es im Hauptbahnhof Stuttgart, anlässlich des 50-jährigen Bestehens des Bahnhofsgebäudes, erneut zu einer Begegnung mit dem französischen Hochgeschwindigkeitszug. Zum 150-jährigen Jubiläum der Eisenbahn in der Provinz Lüttich (Belgien) war der Zug am 17. Juni 1988 ebenfalls neben einem TGV zu sehen.
Am 10. und 11. Januar 1987 war der Zug erstmals (über Basel hinaus) in der Schweiz zu sehen. Eine Rundfahrt führte ihn von Basel über Zürich nach Luzern. Seine zweite Schweiz-Reise führte den ICE-Vorgänger am 20. Mai 1989 zu einer Fahrzeugparade anlässlich der 100-Jahr-Feier der Rhätischen Bahn, am folgenden Tag wurde er einmal mehr zu Rundfahrten eingesetzt. In Österreich wurde der Zug anlässlich des 150-jährigen Bestehens der Eisenbahn in der Alpenrepublik am 2. Oktober 1987 in Wien gezeigt.
Im Dezember 1989 nutzte der damalige Bundeskanzler Helmut Kohl den Zug für eine Fahrt von Bonn nach Basel, wo er mit dem französischen Staatspräsidenten François Mitterrand zusammentraf. Dieser reiste mit dem TGV Atlantique an, der kurz zuvor (im Rahmen der Weltrekordfahrt am 5. Dezember 1989) den Geschwindigkeits-Weltrekord des ICE aus dem Vorjahr gebrochen hatte.

## Verbleib
Nach der Indienststellung des ICE 1 wurde der InterCityExperimental in „ICE V“ umbenannt und für weitere Erprobungen genutzt. 1993 erfolgten größere Umbauten im Frontbereich zur Erprobung der neuen Bugklappen und Kupplungen der ICE 2 sowie Modifikationen an den Drehgestellen.
Der Zug wurde wegen Fristablauf zum 4. Mai 1998 auf dem Gelände des Forschungs- und Technologiezentrums (FTZ) München-Freimann abgestellt. Ein Mittelwagen sollte weiterhin als Messwagen verwendet werden, ansonsten war eine museale Verwendung denkbar gewesen. An die Stelle des InterCityExperimental trat der ICE S.
Nach seinem Ausscheiden wurden die einzelnen Wagen entkuppelt und in verschiedenen Betriebswerken der DB abgestellt. Die Fahrzeuge wurden am 1. Juni 1998 z-gestellt und zum 1. Januar 2000 ausgemustert. Im Mai 2000 wurde der Zug nach Hamburg überführt. Der Triebkopf 410 001-2 und der Demonstrationswagen 1 (810 001-8) wurden für eine museale Weiterverwendung aufgearbeitet.
Heute befindet sich der Triebkopf 410 001-2 mit dem Mittelwagen 810 001-8 als Denkmal im FTZ Minden. Er wurde etwa in der Mitte des Werksgeländes (bei 52° 17′ 27,9″ N, 8° 56′ 22,9″ O) abgestellt. Er ist öffentlich nicht zugänglich, kann jedoch von der Westseite des Geländes von außen eingesehen werden. Nachdem die Fahrzeuge am 11. Juli 2020 formal in den Besitz des DB-Museums übergingen, begann im Herbst 2020 deren Sanierung.
Der Triebkopf 410 002-0 wurde nach München-Freimann überführt und in der Nacht vom 6. auf den 7. April 2006 von dort in das Verkehrszentrum des Deutschen Museums gebracht.
Zwei Mittelwagen, darunter der Messwagen, befanden sich über mehrere Jahre auf dem Gelände des Ausbesserungswerks Nürnberg und sollten in ein Fahrzeugdepot des DB-Museums Nürnberg überführt werden (Stand: April 2008). Später wurde einer der beiden Wagen verschrottet. Nachdem Versuche, eine stabile Kupplungsverbindung zwischen dem zu überführenden Wagen und der Zuglok herzustellen, gescheitert waren, wurde dieser Wagen zur Verschrottung freigegeben. Zuvor wurden einige Sitze ausgebaut und eingelagert (Stand: Anfang Juni 2010). Im Herbst 2010 wurde auch der zweite Wagen verschrottet, nachdem er jahrelang unter freiem Himmel abgestellt und durch Vandalismus beschädigt als nicht mehr erhaltungswürdig eingestuft worden war.
Während seines 13-jährigen Betriebs legte der Zug rund 1,2 Millionen Kilometer zurück.

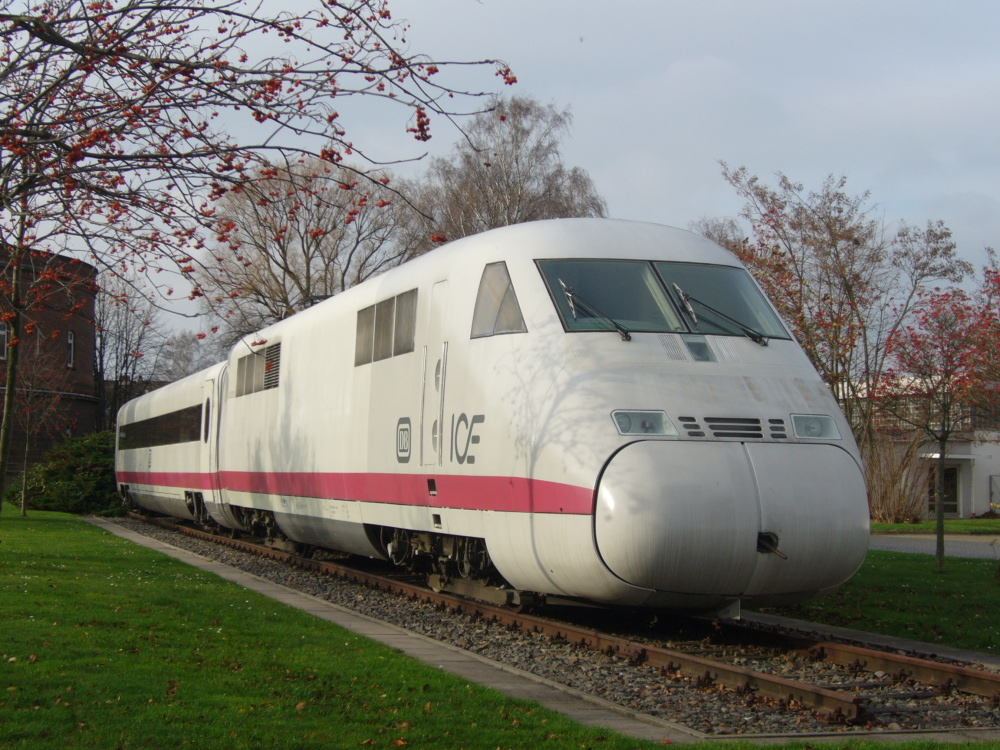
Der in Minden abgestellte Triebkopf 410 001-2 mit Mittelwagen (um 2005)
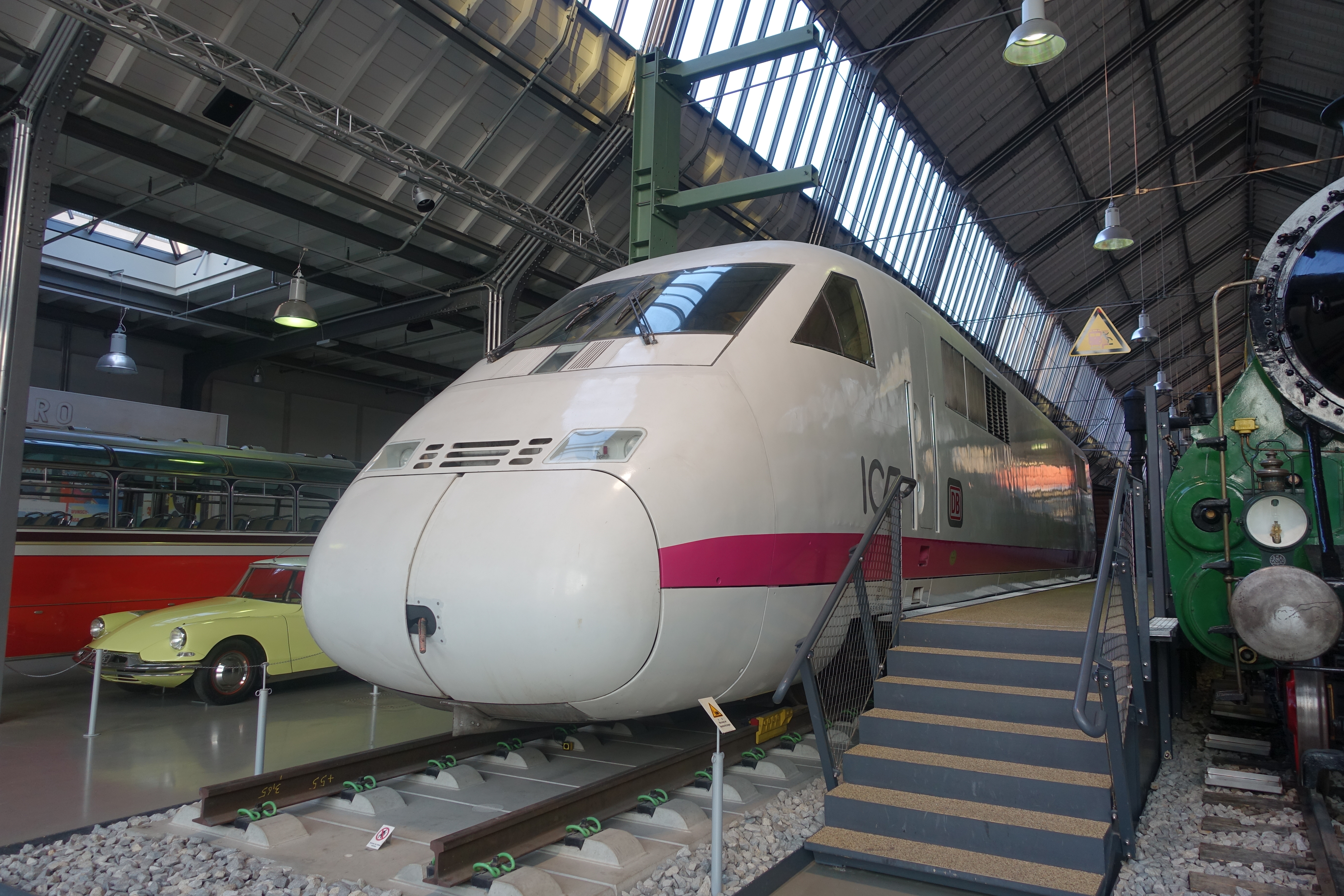
Vorderansicht des in München ausgestellten Triebkopfes 410 002-0
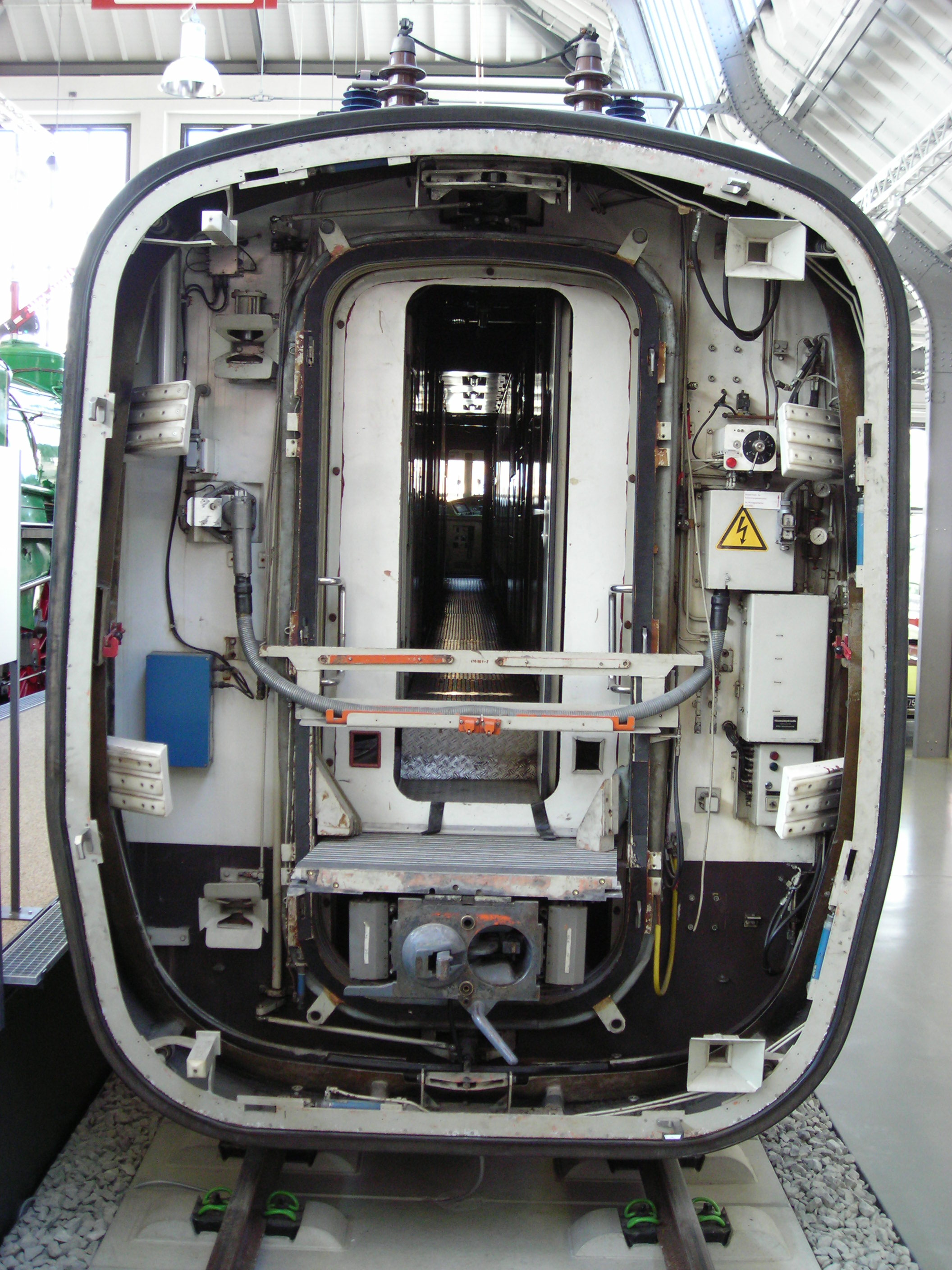
Rückansicht des 410 002-0
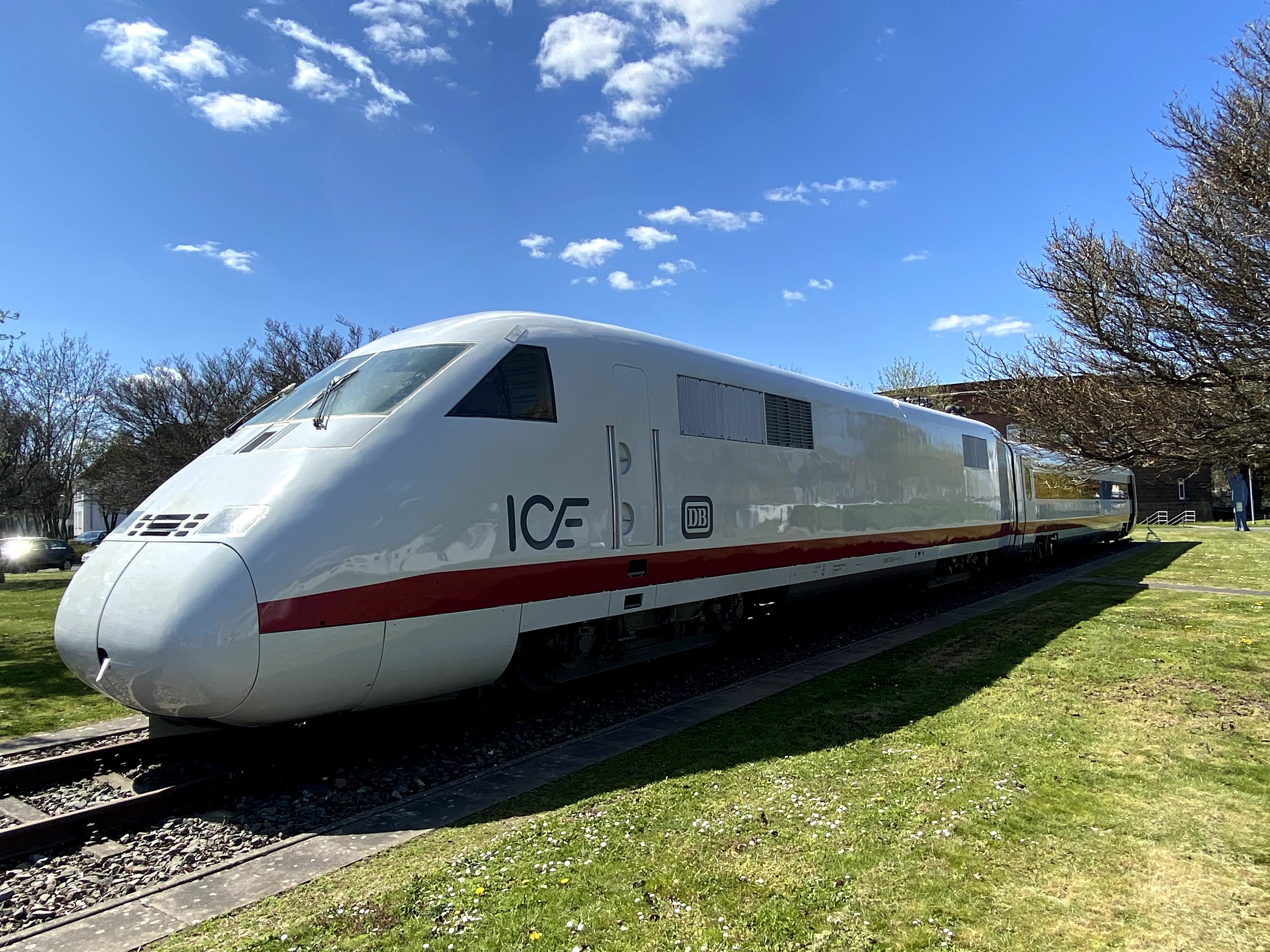
410 001-2 mit Mittelwagen auf dem Denkmalsockel in Minden 2021